# Täufer
Täufer (früher auch Wiedertäufer oder Anabaptisten genannt) sind Anhänger einer radikalreformatorischen Bewegung, die nach 1520 in den deutsch- und niederländischsprachigen Teilen Europas entstand und zum linken Flügel der Reformation gerechnet wird.
Das Täufertum wird im deutschsprachigen Raum meist als historisches Phänomen der Reformationszeit wahrgenommen, da abgesehen von den Mennoniten die Täufer durch Verfolgung und Assimilationsdruck aus dem deutschsprachigen Raum verschwunden sind. Jedoch haben täuferische Kirchen heute weltweit eine in die Millionen gehende Zahl von Anhängern, wobei traditionelle Täufergruppen wie die Amischen, die Altkolonier-Mennoniten, die Mennoniten alter Ordnung und die Hutterer zu den am schnellsten wachsenden christlichen Gemeinschaften gehören.
Wichtige Konzepte der Täufer sind die Nachfolge Jesu, die Kirche als Bruderschaft und die Gewaltlosigkeit. Ihr Denken und Verhalten begründen sie ganz aus der wortgetreuen Auslegung des Neuen Testamentes (sola scriptura), was auch in ihrem Sakramentsverständnis (Gläubigentaufe, Abendmahl) zum Ausdruck kommt. Hinzu kommen Forderungen nach Glaubensfreiheit, nach Trennung von Kirche und Staat, teilweise nach Gütergemeinschaft, so die Hutterer, und nach Absonderung von der Welt. Die genannten Konzepte und Glaubenshaltungen bzw. -praxen sind in den einzelnen Gruppierungen der Täuferbewegung unterschiedlich stark ausgeprägt und akzentuiert. Insgesamt war die Bewegung der Täufer vor allem in den ersten beiden Jahrhunderten ihrer Existenz heftigen Verfolgungen der Obrigkeiten und Amtskirchen ausgesetzt.
Heutige Täufer sind die Mennoniten, die Amischen und die Hutterer. Zu den jüngeren Strömungen im Täufertum zählen die pietistisch-täuferischen Mennonitischen Brüdergemeinden und die Bruderhöfer. Zu den Täufern im weiteren Sinne gehören die Schwarzenau-Brüder, der Bund Evangelischer Täufergemeinden (ETG, auch Evangelisch Taufgesinnte oder auch Neutäufer) und die River Brethren. Obwohl es auch einzelne Berührungspunkte mit vielen später entstandenen Konfessionen und Bewegungen wie den Baptisten, Adventisten oder Pfingstlern gibt, sind diese im konfessionellen Sinne nicht den Täufern zuzurechnen.

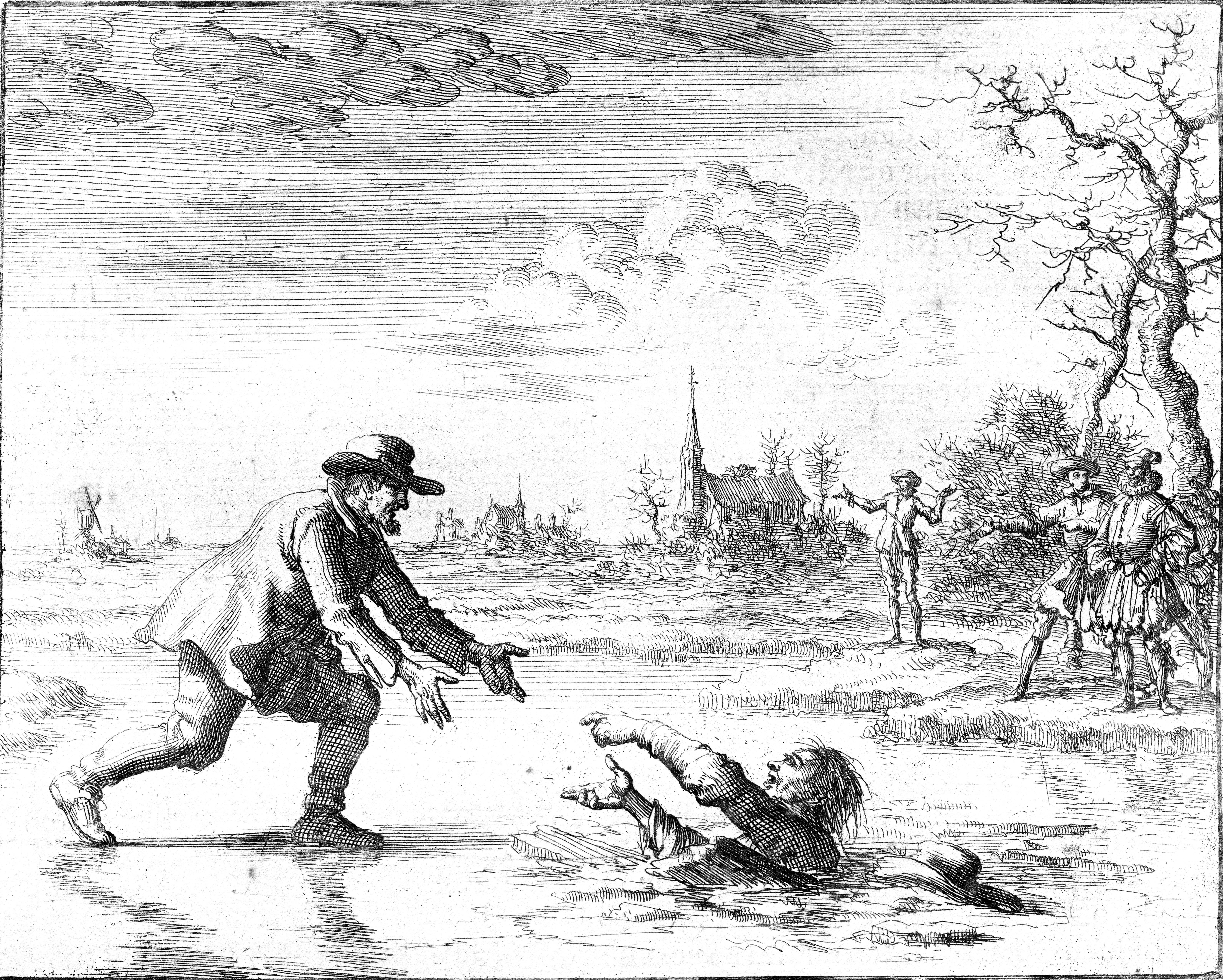
Der Täufer Dirk Willems rettet seinen Verfolger. In der Folge kann er selbst nicht mehr fliehen und wird verbrannt. Bild von Jan Luyken (1685)

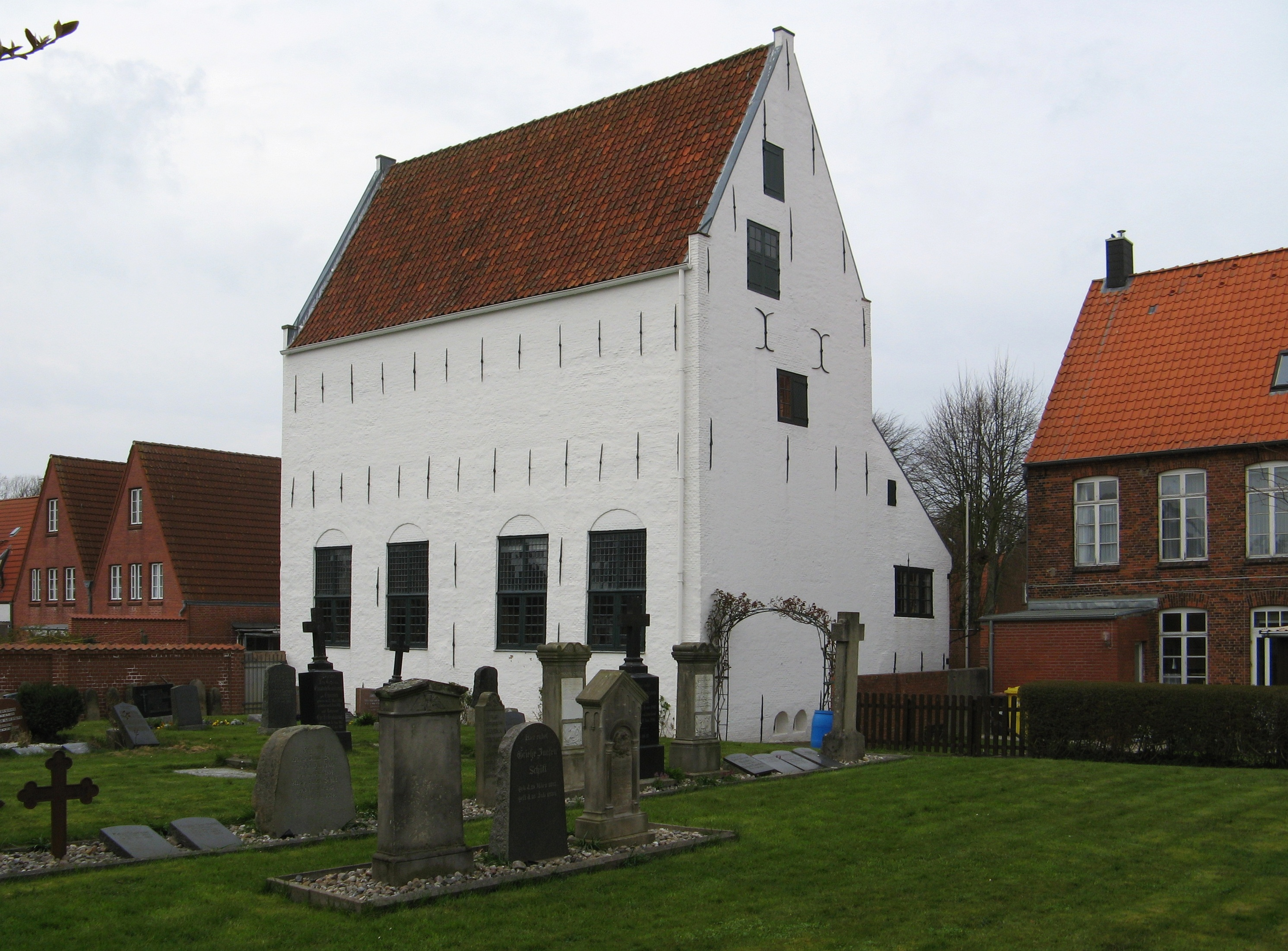
Mennonitenkirche in Friedrichstadt/Schleswig-Holstein

## Begrifflichkeit

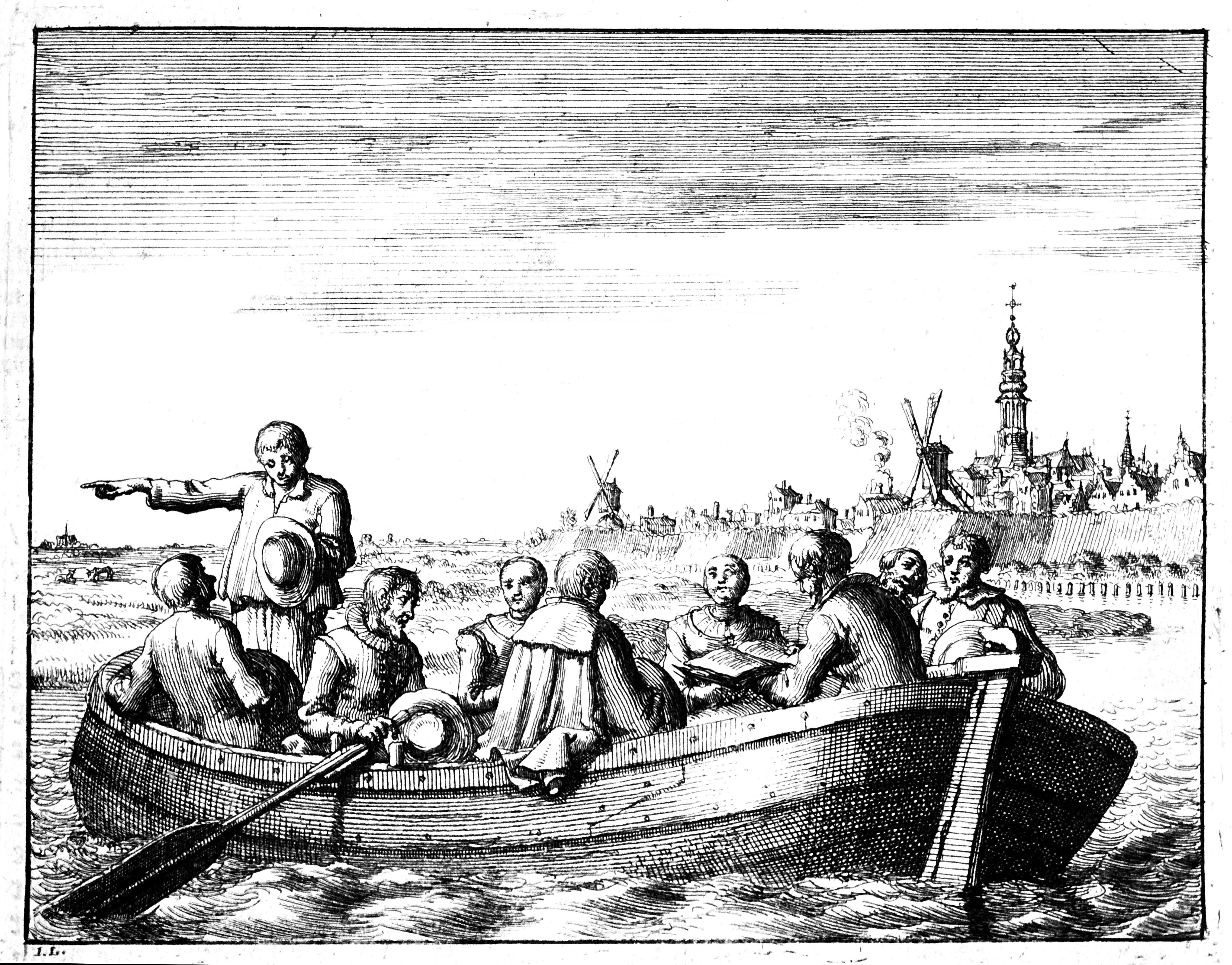
Täufer lesen die Bibel. Jan Luyken (1685)

Der Begriff Täufer hat sich im deutschen Sprachraum seit Mitte des 20. Jahrhunderts als Bezeichnung für die radikal-reformatorischen Gruppen durchgesetzt, deren hervorstechendes Merkmal die Ablehnung der Kindertaufe war. Diese begründeten ihre Forderung nach der Gläubigentaufe damit, dass die Taufe ein aktives, persönliches Bekenntnis zum Glauben voraussetze.
Die diskreditierende Bezeichnung als „Wiedertäufer“ (abgeleitet vom griechischen anabaptista) stammt noch aus der Reformationszeit. Aus dem Blickwinkel der Gegner tauften die Täufer Menschen, die als Säuglinge bereits getauft worden waren, ein zweites Mal. Da aber für die Täufer die Säuglingstaufe als unbiblisch und demzufolge als ungültig anzusehen war, war die von ihnen vollzogene Taufe in ihren Augen keine Wieder-, sondern eine Ersttaufe. Die Täuferbewegung lehnte deshalb von Anfang an die Bezeichnung Wiedertäufer als pejorativ ab. Sie bezeichneten sich in ihren Anfangsjahren unter anderem als Brüder in Christo und Gemeinde Gottes.
Bereits Johann Conrad Füßlin vertrat Mitte des 18. Jahrhunderts die Auffassung, dass „der verhaßte Name Wiedertäufer zu unrecht beygelegt werde“. In der heutigen Literatur wird mehrheitlich auf die polemisch aufgeladene Bezeichnung verzichtet und der unparteiische Begriff Täufer verwendet. Zuweilen werden die Täufergruppen auch als Teil der radikalen Reformation bezeichnet.
Im englischsprachigen Raum ist man bis heute bei der Bezeichnung Anabaptists (wörtlich „Wiedertäufer“) geblieben, um sprachlich zwischen den in der Reformationszeit entstandenen Täufern und den Angehörigen der später entstandenen Baptists (Baptisten, wörtlich „Täufer“) unterscheiden zu können.

## Entstehung

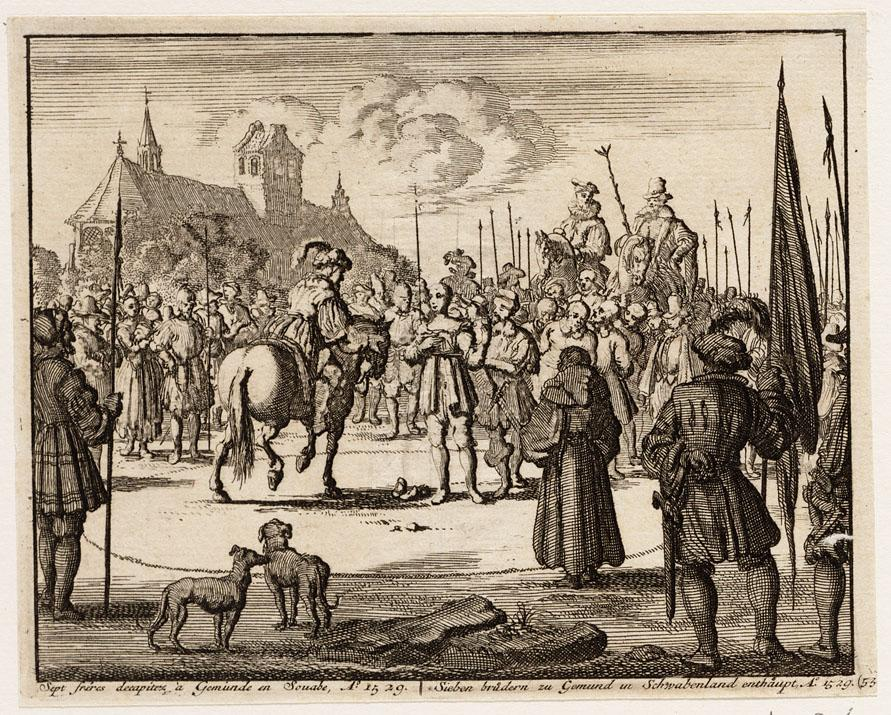
Täufergericht in Schwäbisch Gmünd 1529. Jan Luyken (1685)

In der älteren Täuferforschung ging man in Hinblick auf die Entstehung der Täuferbewegung von einer Monogenese aus. Demnach hätte die Täuferbewegung im reformatorischen Zürich unter früheren Weggefährten Huldrych Zwinglis wie Konrad Grebel, Felix Manz und Jörg Blaurock im Jahr 1525 ihren alleinigen Anfang genommen und sich von dort auf unterschiedlichen Wegen zunächst in der Schweiz und dann im süddeutschen und österreichischen Raum und später auch im niederländisch-norddeutschen Gebiet verbreitet. Nach 1960 setzte sich dann die Vorstellung einer Polygenese durch, wonach drei Hauptwurzeln des Täufertums ausgemacht werden können:
- in der Zürcher Reformation mit Grebel, Manz und Balthasar Hubmaier, die später auch Schweizer Brüder genannt wurden.[7]
- in der radikalen Reformation um Karlstadt und Thomas Müntzer mit dem apokalyptischen Hans Hut in Oberdeutschland (vgl. z. B. auch die Rolle der Zwickauer Propheten).
- in dem spiritualistisch-endzeitlichen Milieu von Straßburg, von wo aus über Melchior Hofmann das Täufertum in den niederdeutschen Raum gebracht wurde.[8]

Inzwischen wurde auch der polygenetische Ansatz in einigen Punkten weiterentwickelt, indem zum Beispiel die Beziehungen und Interaktionen der einzelnen Gruppen untereinander wieder stärker betont und erforscht wurden. Demnach kann der Beginn der Täuferbewegung, beginnend mit öffentlich verbreiteter Kritik an der Kindertaufe, mit 1521 angesetzt werden, ähnlich wie der Beginn der Reformation auf 1517 angesetzt wird, ohne dass bereits in diesem Jahr reformatorische Anliegen umgesetzt wurden. In beiden Fällen kam aber eine Bewegung ins Rollen, die in den folgenden Jahren schrittweise zu sichtbaren Konsequenzen führte.
Innerhalb weniger Jahre entwickelte sich die Täuferbewegung trotz massiver staatlicher und kirchlicher Verfolgungen zu einem bedeutenden mitteleuropaweiten Zweig der Reformation. Die Voraussetzungen aller Täufergruppen waren ähnlich: Die als „radikale Reformatoren“ Bezeichneten waren vom Fortgang der Reformation enttäuscht. Sie forderten die „sofortige Herstellung einer staatsfreien evangelischen Kirche nach dem Vorbild des Neuen Testaments“. Ihr Ideal war eine freie Kirche nach urchristlichem Vorbild, eine „Gemeinschaft der Gläubigen“, die auf dem freien Willen der einzelnen Gemeindemitglieder gründete. Deshalb verwarfen sie die Säuglingstaufe, für die es nach ihrem Verständnis keinen Beleg in den Schriften des Neuen Testaments gab. Sie tauften nur solche, die die Taufe persönlich begehrten, und nahmen nur Menschen in ihre Gemeinden auf, die sich als Gläubige hatten taufen lassen. Weitere zentrale Aspekte der Täuferbewegung waren unter anderem die Gemeindeautonomie, das Priestertum aller Gläubigen, die Eidverweigerung und das symbolhafte Abendmahlsverständnis. Auch soziale Aspekte spielten eine Rolle. Die Ausprägung der verschiedenen Täufergruppen kann jedoch keineswegs als einheitlich bezeichnet werden.

### Radikale Anfänge in Zürich

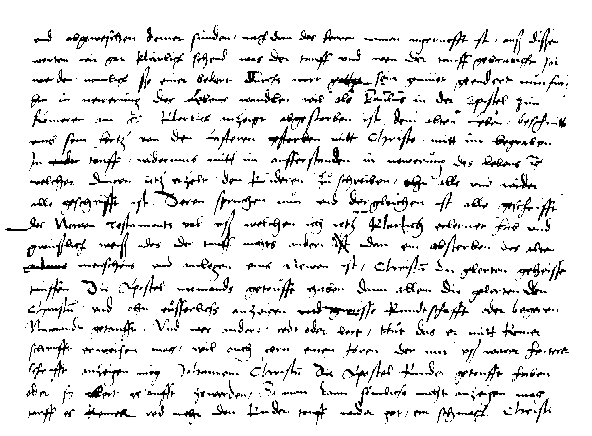
Felix Mantz: Protestation und Schutzschrift an den Rat von Zürich (1524/25)

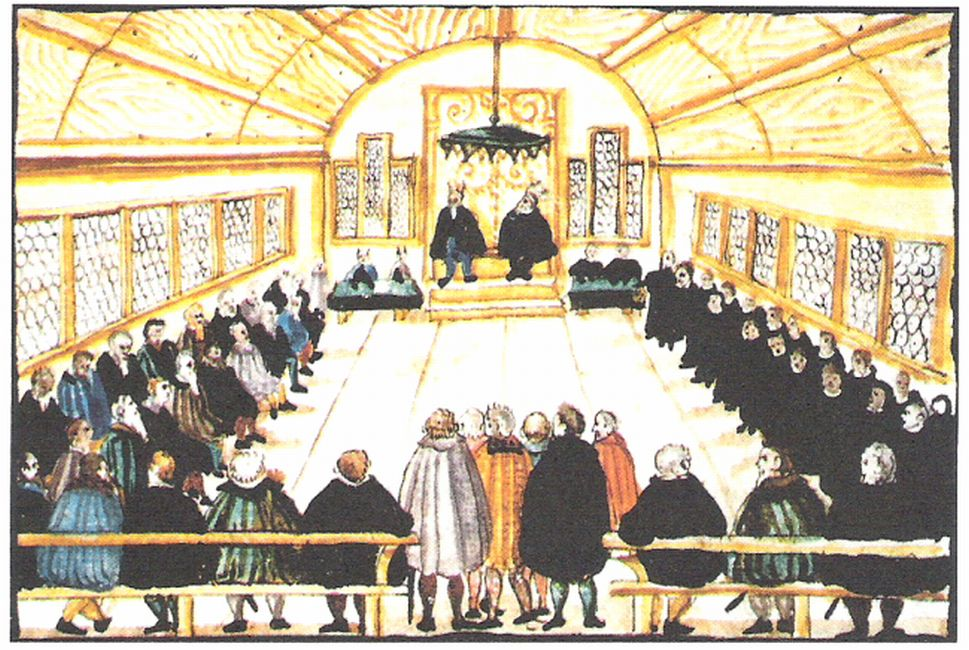
Täuferdisputation 17. Januar 1525 im Zürcher Rathaus. Darstellung aus dem frühen 17. Jahrhundert

Ein wichtiger Zweig der Täuferbewegung entstand in Zürich, zunächst als Verbündete, später als Abspaltung der von Zwingli dort eingeleiteten und durchgeführten Reformation: Den sogenannten „Gründervätern“ der Täuferbewegung im Umkreis Zwinglis ging dessen Reform der Kirche nicht weit genug. Sie gehörten dem Bibellesezirkel um Andreas Castelberger an. Diese Prototäufer wirkten als Katalysatoren der zwinglischen Reformation. Sie machten sich bemerkbar mit radikalen Aktionen wie Fastenbrechen, Predigtstörungen und Bilderstürmen. Gleichzeitig waren in einigen Landgemeinden Geistliche tätig, die radikalere Maßnahmen forderten und die Bauern auch in ihren sozialen Forderungen unterstützten. Besonders aktiv waren Simon Stumpf in Höngg und Wilhelm Reublin in Witikon. Die Tauffrage war zu diesem Zeitpunkt noch nicht zentral. Im Zuge der Zweiten Zürcher Disputation im Herbst 1523 kam es zu einem Bruch zwischen den späteren Täufern und Zwingli. Einer Gruppe um Simon Stumpf und Konrad Grebel war der Reformationsprozess nicht durchgreifend genug. Sie forderte die sofortige Abschaffung der Messe und die Entfernung der Bilder. Zwingli wollte es jedoch dem Rat der Stadt überlassen, den Zeitpunkt und das Vorgehen für die Errichtung der neuen Ordnung zu bestimmen.
Im Frühjahr 1524 wurde in einigen Landgemeinden von den Prädikanten offen zur Verweigerung der Säuglingstaufe aufgerufen. Der Rat der Stadt Zürich erließ daraufhin am 11. August 1524 einen Befehl, alle Kinder taufen zu lassen: Eß söllent ouch angentz die, so ungetouffte kind habent, dieselbigen touffen lassen, und welcher dass nit tätte, der sol 1 march silber zuo buoß geben. Dieser Anordnung widersetzte sich der Kreis um Manz und Grebel. Der Tauffrage kam nun eine zentrale Stellung in der Auseinandersetzung mit Zwingli zu. Man nahm brieflichen Kontakt mit anderen Reformatoren wie Karlstadt und Thomas Müntzer auf, was gleichzeitig eine Art von Selbstbesinnung war. Ende 1524 wurde mit den sogenannten beiden Dienstagsgesprächen zwischen Zwingli und dem Kreis um Grebel und Manz ein weiterer Verständigungsversuch unternommen. Die Gespräche verliefen ergebnislos, sodass Felix Mantz seine Taufanschauungen schriftlich darlegen wollte. Dazu verfasste er die Protestation und Schutzschrift, ein Verteidigungsschreiben an den Stadtrat. Mantz wehrte sich gegen den Vorwurf des Aufruhrs und forderte eine schriftliche Auseinandersetzung mit Zwingli, in der die Kindertaufe auf ihre biblische Begründung überprüft werden solle.
Auf den 17. Januar 1525 bot daraufhin der Rat Vertreter beider Seiten zu einer öffentlichen Disputation ins Rathaus von Zürich auf, damit beide Gruppen ihre Tauflehre anhand der Schrift begründen konnten. Der Ausgang zu Gunsten Zwinglis war allerdings schon von vornherein gegeben. Am 18. Januar erließ der Zürcher Rat ein vernichtendes Mandat gegen die Täufer. Alle Kindertaufverweigerer wurden aufgefordert, ihre neugeborenen Kinder unverzüglich taufen zu lassen. Wer dieser Aufforderung nicht innerhalb von acht Tage nachkäme, werde des Landes verwiesen. Der in Zollikon aus der Kirche entfernte Taufstein sollte unmittelbar wieder aufgestellt werden. In einem zweiten Mandat vom 21. Januar 1525 wurde das Verdikt noch verschärft. Grebel und Mantz wurde jede weitere Agitation gegen die Kindertaufe untersagt und das Unterrichten in ihren Bibelschulen (besonderen Schulen) wurde verboten, was einem faktischen Versammlungsverbot der Kindertaufgegner gleichkam. Die Nichtzürcher unter den Täufern (unter ihnen: Reublin, Brötli, Castelberger und Hätzer; Simon Stumpf war schon früher weggewiesen worden) wurden aufgefordert, das Gebiet Zürichs innerhalb von acht Tagen zu verlassen. Der Beschluss war endgültig; eine weitere Disputation wurde ausgeschlossen.

### Erste Gemeinden
Grebel und Manz ignorierten das Verbot und versammelten ihre Anhänger nach wie vor zum gemeinsamen Bibelstudium. Am Abend des 21. Januar 1525 traf sich der Grebelsche Kreis im Haus der Mutter von Felix Manz. In der ältesten Chronik der hutterischen Brüder, dem Großen Geschicht-Buch, ist ein Bericht über den Verlauf dieser Zusammenkunft erhalten. Die Chronik berichtet, dass „die Angst begann und auf sie kam“ und „dass ihre Herzen bedrängt wurden“. Nach einem Gebet trat der ehemalige römisch-katholische Priester Jörg Blaurock aus dem Gebiet des heutigen Graubünden vor Konrad Grebel und bat diesen, ihn zu taufen. Grebel kam dieser Bitte sofort nach. Danach taufte Blaurock auf deren Bitten hin auch die anderen des Kreises – unter ihnen auch Felix Manz. Diese Taufe gilt bis heute als der Gründungsakt der Täuferbewegung. In Erinnerung an dieses Datum ruft die Mennonitische Weltkonferenz die täuferischen Gemeinden jährlich entsprechend zu einem Weltgemeinschaftssonntag um den 21. Januar auf.
Die im Kreis um Grebel und Manz vollzogene Gläubigentaufe blieb nicht geheim. Die Repressionen seitens der Zürcher Stadtrates führten dazu, dass Grebel, Manz und Blaurock nach Zollikon im Zürcher Umland flohen. Hier hatte bereits Johannes Brötli, der Zürich nach der Disputation am 17. Januar verlassen musste, seinen vorübergehenden Wohnsitz genommen und täuferisches Gedankengut unter der Bevölkerung verbreitet.

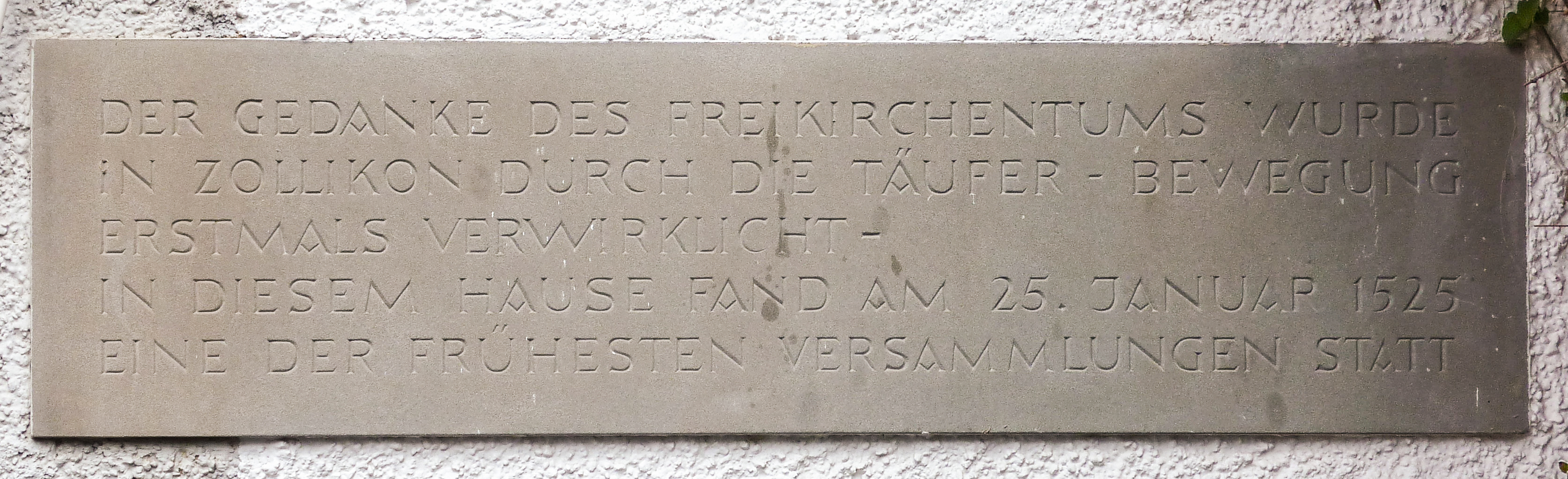
Erinnerungstafel an eine der ersten Täuferversammlungen (25. Januar 1525) in Zollikon

Gleich nach seiner Ankunft begann Jörg Blaurock in den Bauernhöfen Zollikons in evangelistischer Weise zu predigen. Die Verkündigung löste unter den Einwohnern innerhalb kürzester Zeit eine Bußbewegung aus, in deren Folge Blaurock eine große Anzahl Erweckter taufte. Hin und her in den Häusern Zollikons wurde nach den Taufhandlungen das Abendmahl in „apostolischer Schmucklosigkeit“ (Fritz Blanke) gefeiert. Die Hausväter verlasen in den Wohnstuben die neutestamentlichen Abendmahlstexte und reichten den Teilnehmern ihrer gottesdienstlichen Hausversammlungen Brot und Wein. Während im „reformierten“ Zürich auf einen Ratsbeschluss hin die evangelische Abendmahlsfeier erst zu Ostern 1525 genehmigt wurde, hatten die Zollikoner Täufer schon Monate zuvor die radikale Trennung von der römisch-katholischen Tradition vollzogen. Nachdem sie sich bereits durch ihre Taufen gegen obrigkeitliche Beschlüsse gestellt hatten, sprachen sie nun mit ihren „evangelischen“ Abendmahlsfeiern dem Staat ein zweites Mal das Recht ab, in geistlichen Dingen zu entscheiden. Damit – so Fritz Blanke – trat 1525 in Zollikon die erste protestantische Freikirche in Erscheinung.
Am 30. Januar 1525 entsandte der Zürcher Rat Stadtknechte nach Zollikon und nahm Getaufte und Täufer vorübergehend fest. Während Felix Manz bis zum Herbst 1525 im Gefängnis verbleiben musste, kamen die Zolliker Bauern sowie Grebel, Blaurock, Brötli und Wilhelm Reublin frei. Reublin ging nach Waldshut, wo er den bereits zur lutherischen Reformation konvertierten Stadtpfarrer Balthasar Hubmaier und seine Gemeinde für das Täufertum gewinnen konnte. Brötli emigrierte nach Hallau im Kanton Schaffhausen und gründete dort noch im selben Jahr eine Täufergemeinde. Blaurock und Grebel wandten sich dem Zürcher Oberland zu und gewannen dort durch ihre Predigt eine große Anhängerschaft. Der Erfolg der Missionsarbeit verstärkte sich, als Felix Manz nach seiner Freilassung zu ihnen stieß.

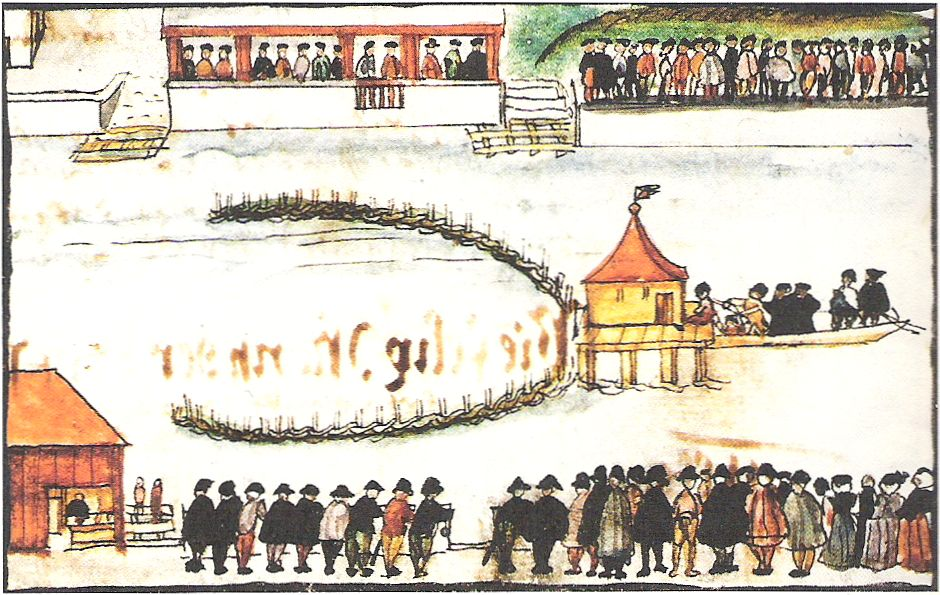
Felix Manz wird 1527 in der Limmat ertränkt. (Darstellung aus dem 17. Jahrhundert)

Blaurock, Grebel und Manz wurden erneut verhaftet. Zwingli versuchte sie in verschiedenen Gesprächen zum Widerruf zu bewegen, was aber weder ihm noch den Folterknechten bei den sogenannten peinlichen Verhören gelang. Während Grebel und Blaurock mit Hilfe von einflussreichen Freunden freikamen, verblieb Manz in Haft und wurde in den ersten Januartagen des Jahres 1527 in der Limmat in Zürich ertränkt.
Das Sendungsbewusstsein der Täufer wurde durch die Verfolgungen, in denen sie eine Bestätigung ihres Weges sahen, gestärkt. Sie lehrten weiterhin ihre täuferische Ekklesiologie im Zürcher Land und „richteten das Zeichen der Taufe“ – sowohl in St. Gallen als auch in der Ostschweiz – „auf“. Auch auf Basel griff die täuferische Bewegung über. Hubmaier sorgte durch die Herausgabe zahlreicher Schriften für eine weite Verbreitung des radikal-reformatorischen Gedankenguts. Johann Groß, ein Schüler Hubmaiers, missionierte als täuferischer Sendbote in der Region um Bern. Reublin und Michael Sattler, der ebenfalls früh zur Täuferbewegung gestoßen war und später sich unter anderem als Verfasser der sogenannten Schleitheimer Artikel einen Namen machte, brachten das Täufertum nach Südwestdeutschland. Jörg Blaurock initiierte Gründungen von Täufergemeinden in Graubünden und Tirol.

### Schleitheimer Artikel

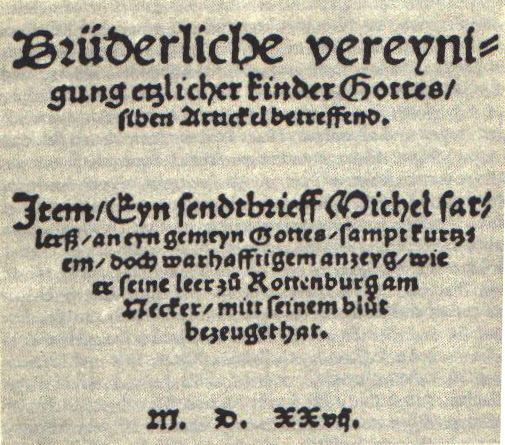
Titelseite der Schleitheimer Artikel

Nach dem Scheitern der Bauernerhebung verlor die Täuferbewegung einen großen Teil der Massenbasis. Dies sowie die zunehmende Repression von Außen und die Konfusion im Innern waren Gründe für eine Selbstbesinnung, die einen Teil der Täufer in den Weg in Absonderung mündete. Diese Absonderung führte für die Täufer um Sattler und Reublin, die im toleranten Straßburg Zuflucht gefunden hatten, Anfang 1527 zur Ausweisung, da der Straßburger Rat im Allgemeinen wohl abweichende theologische Ansichten duldete – der Prozess gegen Thomas Saltzmann stellt eine Ausnahme dar –, nicht jedoch bürgerlichen Ungehorsam wie die Verweigerung der Teilnahme an den Schanzarbeiten, zu denen alle Bürger verpflichtet waren, mit der Begründung, dass keine Obrigkeit christlich sein könne.
Am 24. Februar 1527 traf sich in Schleitheim (in der Nähe von Schaffhausen) unter der Leitung von Michael Sattler eine „Brüderliche Vereinigung“ von Täufern. Bei dieser Zusammenkunft wurde eine erste ausformulierte programmatische Bekenntnisschrift der Täufer verfasst. Diese Schrift, die sogenannten Schleitheimer Artikel, führt in sieben Punkten die wichtigsten Grundsätze des Täufertums auf:
- Gläubigentaufe (Ablehnung der Säuglingstaufe)
- Kirchenzucht (Bann bei Verfehlungen)
- Brotbrechen (Abendmahl) als Zeichen der Gemeinschaft
- Absonderung von der „Welt“
- Freie Wahl des Hirten / Seelsorgers
- Ablehnung des Wehrdienstes
- Verweigerung des Eides

Mit den Schleitheimer Artikeln trat das Sozialrevolutionäre stark hinter die religiöse Komponente zurück. Gleichzeitig waren sie Ausdruck für eine Abkehr von einer volkskirchlichen Bewegung hin zu einer minderheitlichen Freikirche.
Die Schleitheimer Artikel waren auch Gegenstand auf der Synode, die im August 1527 in Augsburg stattfand. Die Thesen Sattlers, die vom Waldshuter Täufer Jakob Gross verteidigt wurden, konnten sich hier jedoch nicht durchsetzen. Weil viele der Anwesenden dieser Täufersynode kurze Zeit danach hingerichtet wurden, wird diese Zusammenkunft auch als Augsburger Märtyrersynode bezeichnet.

## Ausbreitung 1525 bis 1530

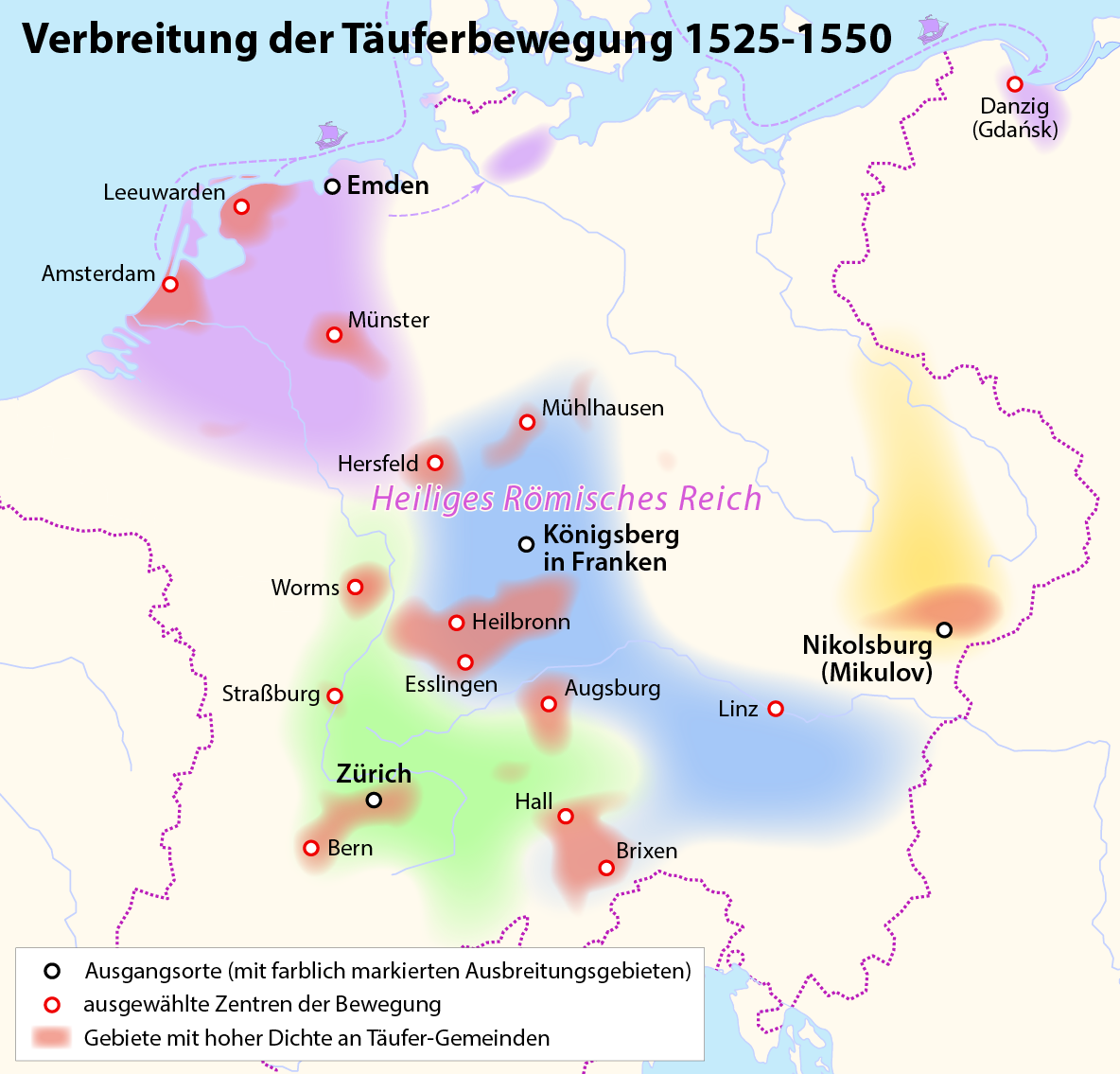
Ausbreitung der Täuferbewegung 1525–1550

Nach den Schweizer Anfängen in den Jahren 1525/26 breiteten sich die täuferischen Lehren innerhalb der ersten fünf Jahre „ungemein rasch“ in Mitteleuropa aus und wurden von vielen zeitgenössischen Chronisten – neben der lutherischen und zwinglischen – als dritte „kraftvolle“ reformatorische Bewegung wahrgenommen. Es gibt Schätzungen, denen zufolge nach 1530 etwa jeweils ein Drittel der Bevölkerung in Deutschland katholisch, lutherisch und täuferisch gewesen ist.
Bereits im Frühjahr 1526 sind Täufer im Tiroler Inntal und etwa zur gleichen Zeit in der Gegend um Horb und Rottenburg am Neckar nachweisbar. In Straßburg, wo bereits für 1524 Berichte über die Verweigerung der Kindertaufe bekannt sind, gründete der von Reublin getaufte Jörg Ziegler 1526 die erste Täufergemeinde. Auch für Augsburg sind zu diesem Zeitraum erste Spuren der Täufer belegt. Im Sommer desselben Jahres evangelisierten täuferische Sendboten in Mähren.
Einen besonderen Aufschwung erfuhr die Ausbreitung des Täufertums im Jahr 1527. Im Frühling wurden Nieder- und Oberösterreich erfasst. In Süddeutschland entstanden im Laufe des Jahres Gemeinden in Nürnberg, Erlangen, Regensburg, Memmingen, München, Esslingen und Schwäbisch Gmünd. Im selben Jahr begann sich die Täuferbewegung auch in Schlesien auszubreiten. Als zum Jahresende 1527 die Täufer in Tirol Fuß fassten, schrieb König Ferdinand an die dortigen Behörden, dass „solchem angezündeten Feuer“ mit aller Entschiedenheit zu begegnen sei. Im Herzogtum Württemberg entstanden Täufergemeinden zu Anfang des Jahres 1528. Mitte 1528 kam es zu einer anabaptistischen Erweckung im hessischen Sorga, die bis in die Kerngebiete der lutherischen Reformation ausstrahlte. Von daher ist es nicht erstaunlich, dass der Reichstag zu Speyer sich 1529 mit dem Anwachsen dieser Bewegung intensiv beschäftigte und Gegenmaßnahmen beschloss. Der 1530 in Straßburg mit dem Täufertum in Kontakt gekommene ehemalige lutherische Sendbote und spätere apokalyptische Prediger Melchior Hofmann verkündete ab 1530 in den Niederlanden die Taufe als Zeichen des Verlöbnisses der gläubigen Seele mit Gott und taufte in Emden 300 Menschen. Danach trugen Glaubensflüchtlinge die Täuferlehren nach Preußen und sogar nach England. Tausende – so der bereits erwähnte Chronist Sebastian Franck im Jahr 1531 – nahmen die Taufe an und überzogen das ganze Land.

## Verfolgung und Martyrium der Täufer

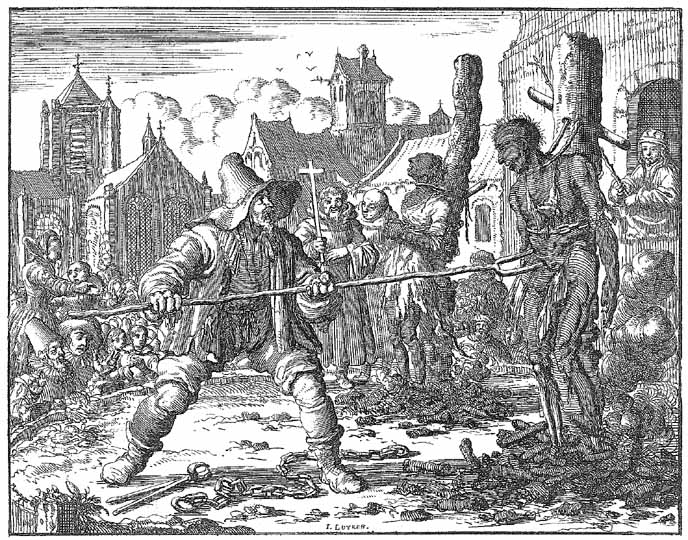
Hinrichtung von David van der Leyen und Levina Ghyselius in Gent, 14. Februar 1554

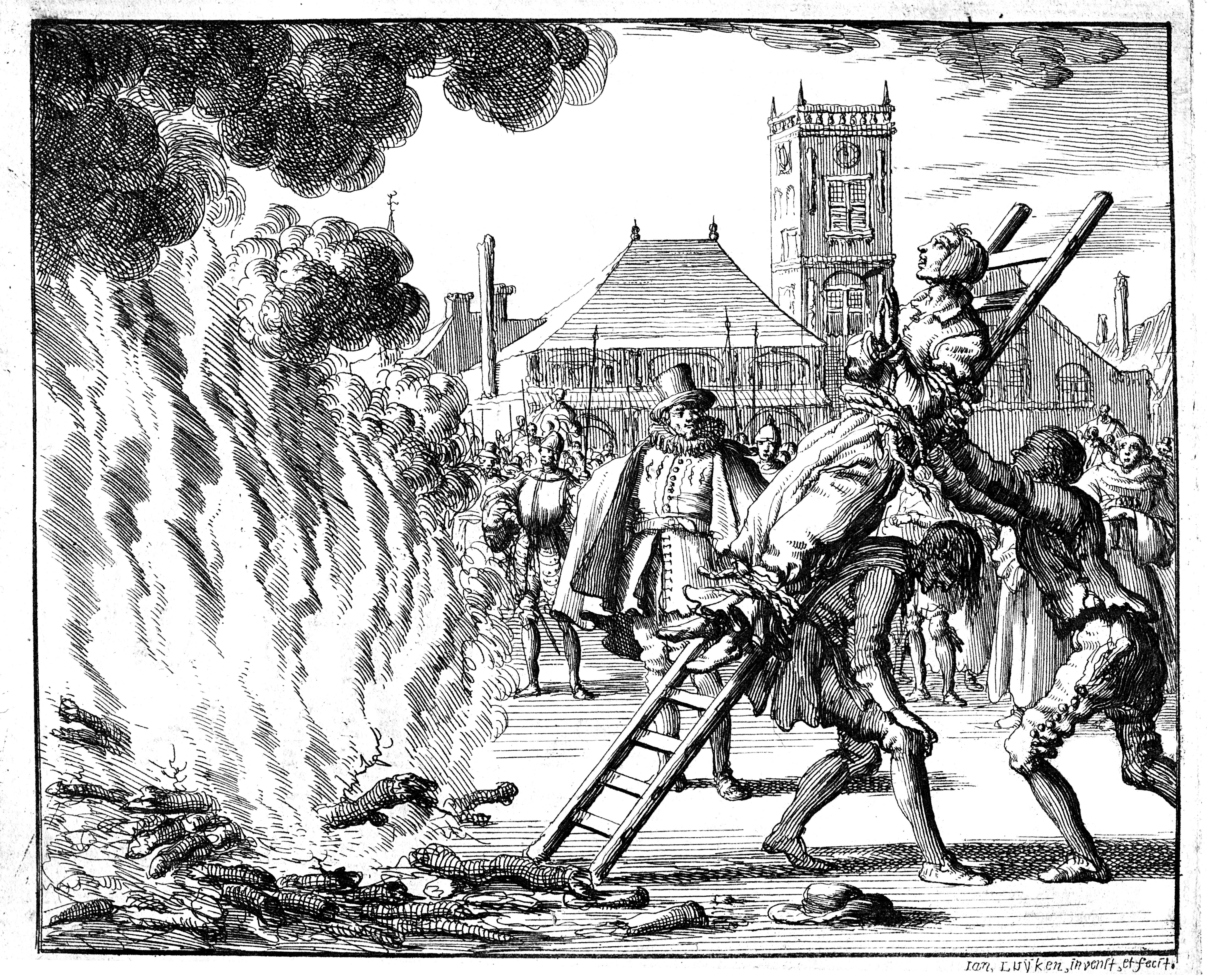
Hinrichtung von Anneken Hendriks

Die alsbald nach dem ersten Aufblühen der Täuferbewegung einsetzenden Verfolgungen und Hinrichtungen stehen in einem merkwürdigen Widerspruch zu den positiven Zeugnissen, die dem Lebenswandel der Täufer selbst von ihren entschiedensten Gegnern ausgestellt wurden. So schrieb Zwingli 1527 in seiner Streitschrift gegen die Täufer: „Selbst jene die zur Kritik [erg.: an den Täufern] neigen, werden bezeugen, dass ihr Leben vortrefflich ist.“ Heinrich Bullinger, Schweizer Reformator und Vorsteher der Zürcher Kirche, bekannte in seiner die Täufer verdammenden Schrift Von dem unverschampten fräfel (1531): „Sie (erg.: die Täufer) verwerfen Habsucht, Stolz, Gottlosigkeit, unzüchtige Rede und weltliche Unsittlichkeit, Trinken und Völlerei.“ Der Straßburger Reformator Wolfgang Capito formulierte es im Blick auf die Schweizer Brüder 1527 so: „Ich muss offen bekennen, dass sich bei den meisten (erg.: Täufern) Frömmigkeit und Hingabe und in der Tat ein Eifer zeigt, der über jeden Verdacht der Unaufrichtigkeit erhaben ist. Denn welchen irdischen Gewinn könnten sie sich erhoffen, indem sie Exil, Marter und unaussprechliche Körperstrafen erdulden. Ich bezeuge vor Gott, dass ich nicht behaupten kann, sie wären aus Mangel an Weisheit irgendwie dem irdischen Leben gegenüber gleichgültig, sondern allein aus dem göttlichen Geist sind sie es.“ Ähnliches bescheinigt 1582 der katholische Theologe Franz Agricola der Täuferbewegung: „Die Wiedertäufer, soviel den äußerlichen und öffentlichen Wandel betrifft, sind eines gar ehrbaren Lebens, an welchem kein Lügen, Trügen, Schwören […], keine Hoffart,  sondern Demut, Geduld, Treue, Sanftmütigkeit, Wahrheit […] und allerlei Aufrichtigkeit gespürt und vernommen wird, also dass man meinen sollt, sie hätten den hl. Geist Gottes.“ Aufschlussreich im Blick auf die zeitgenössische Beurteilungen des täuferischen Lebenswandels ist auch folgende Anekdote. Caspar Zacher aus Waiblingen in Württemberg wurde 1562 beschuldigt, ein Täufer zu sein. Das Gerichtsprotokoll hielt jedoch zu Zachers Entlastung fest, dass er ein neidischer Mann sei, der mit keinem auskommen könne und oft Streit anzettele, auch des Schwörens, Fluchens und des Waffentragens (sic!) schuldig sei. Er könne deshalb kein Wiedertäufer sein.
Diese ausgewählten Zeugnisse gegnerischer Zeitgenossen führen zur Frage, warum denn die Täufer des „Aufruhrs“ bezichtigt und deshalb durch Staat und Kirchen so vehement verfolgt wurden.

### Gründe der Verfolgung
In oberflächlichen Darstellungen werden immer wieder die Verbindungen zwischen Täufern und den Bauernaufständen (ab 1524) genannt und die Verfolgungen damit begründet. Solche Beziehungen gab es. So verbanden sich zum Beispiel Johannes Brötli und die Hallauer Täufergemeinde kurzzeitig mit den aufständischen Bauern. Der weitaus größte Teil der Täufer distanzierte sich von Anfang an vom „Gebrauch des Schwertes“. Konrad Grebel schrieb bereits fünf Monate vor der Gründung der Zürcher Gemeinde an Thomas Müntzer: „Darüber hinaus sind das Evangelium und seine Anhänger nicht durch das Schwert zu schützen, noch [sollten] sie sich selbst [schützen], was, wie wir durch unseren Bruder gehört haben, du glaubst tun zu müssen. Wahrhaft gläubige Christen sind Schafe mitten unter den Wölfen, Schafe für die Schlachtung. Sie müssen getauft werden durch Angst, Bedrängnis und Verfolgung, durch Leiden und Tod, im Feuer geläutert, […] Sie verwenden weder das weltliche Schwert noch den Krieg noch das Morden. Das hat bei ihnen ganz aufgehört, es sei denn, sie seien noch unter dem alten Gesetz.“ Die Schleitheimer Artikel (1527) verwerfen ebenfalls den Waffengebrauch: „Also werden nu auch von uns angezweifelt die unchristlichen auch teuffelischen waffen des gewalts fallen als da seint Schwert, Harnasch und dergleichen und aller irer brauch für freunde oder wider die Feind in krafft des worts Christi. Ir söllend dem ubel nit widerstan.“
Der Hauptgrund der Verfolgung der Täufer war also weder ihr Lebenswandel noch ihre Haltung zu den tatsächlich vorhandenen Aufstands- und Widerstandsbewegungen des 16. Jahrhunderts, sondern ihre grundsätzliche Haltung zur weltlichen Obrigkeit. Da die Täufer mit Verweis auf die Bergpredigt (Mt 5,33–37 ) den Eid ablehnten, weigerten sich die meisten Täufer, die damals üblichen Lehens- bzw. Gehorsamseide gegenüber der Obrigkeit abzulegen. Auch die weitverbreitete Haltung der Täufer, dass wahre Christen wegen des christlichen Gewaltverzichts (Mt 5,38–52 ) weder als Richter, Soldaten noch Scharfrichter tätig sein dürften, ja nicht einmal irgendein öffentliches Amt ausüben dürften, weil letztlich jedes öffentliche, weltliche Amt mit der Androhung oder dem Vollzug irgendeiner Art von Gewalt (z. B. gerichtliche und polizeiliche Strafen) zusammenhänge, machte sie in den Augen sowohl der altgläubigen (katholischen) als auch der lutherischen und reformierten Obrigkeiten und Theologen verdächtig, zumindest prinzipiell den Umsturz der herrschenden Verhältnisse anzustreben – auch wenn die meisten Täufer nachweislich ein völlig passives und zurückgezogenes Leben führten. Die Verwicklung einzelner täuferischer Theologen in den Bauernkrieg und das Täuferreich von Münster brachten so die ganze, sehr uneinheitliche Täuferbewegung unter Generalverdacht.

### Das sogenannteWiedertäufermandat
Der Reichstag zu Speyer 1529 (Speyer II) war zwar einerseits ein Meilenstein auf dem Weg zu neuzeitlicher Gewissensfreiheit. Die 19 evangelischen Reichsstände konnten ihre religiöse Gewissensfreiheit politisch durchsetzen. Auf der anderen Seite aber wurde ein Mandat verabschiedet, das die Todesstrafe gegen die Täufer reichsrechtlich forderte. Während die lutherische Reformation über einen starken Rückhalt bei den deutschen Fürsten verfügte, wurden die ebenfalls reformatorischen Täufer von keinem der Reichsstände vertreten. Das so genannte Wiedertäufermandat von Speyer schuf die gesetzliche Grundlage für eine großangelegte Verfolgung der täuferischen Bewegung; es hatte folgenden Inhalt:
1. Wer wiedergetauft oder sich der Wiedertaufe unterzogen hat, ob Mann oder Frau, ist mit dem Tode zu bestrafen, ohne dass vorher noch ein geistliches Inquisitionsgericht tätig zu werden braucht.
2. Wer sein Bekenntnis zu den Wiedertäufern widerruft und bereit ist, für seinen Irrtum zu sühnen, soll begnadigt werden. Er darf jedoch nicht Gelegenheit erhalten, sich durch Anweisung in ein anderes Territorium einer ständigen Aufsicht zu entziehen und eventuell rückfällig zu werden. Die Hartnäckigkeit, auf täuferischen Lehren zu beharren, soll mit dem Tode bestraft werden.
3. Wer die Wiedertäufer anführt oder ihre Anweisungen vorantreibt, soll „keines wegs“ also auch bei Widerruf nicht, begnadigt werden.
4. Wer nach einem ersten Widerruf rückfällig geworden ist und abermals widerruft, soll nicht mehr begnadigt werden. Ihn trifft die volle Strafe.
5. Wer die Taufe für seine neugeborenen Kinder verweigert, fällt ebenfalls unter die Strafe, die auf die Wiedertaufe steht.
6. Wer von den Täufern in ein anderes Territorium entwichen ist, soll dort verfolgt und der Bestrafung zugeführt werden.
7. Wer von den Amtspersonen nicht bereit ist, nach diesen Anordnungen streng zu verfahren, muss mit kaiserlicher Ungnade und schwerer Strafe rechnen.[46]

Die Anwendung des Mandates wurde sehr unterschiedlich gehandhabt. Viele Täufergemeinden gerieten unter massiven Druck, auch Folterungen (bei Verhören) und die Anwendung der Todesstrafe sind belegt sowohl aus katholischen als auch aus evangelischen Herrschaftsgebieten. Andererseits lehnten zahlreiche evangelisch-lutherische Theologen die strikte Anwendung des Mandates, vor allem die Verhängung der Todesstrafe, jedoch ab. Einflussreiche Reformatoren wie z. B. Martin Bucer und Johannes Brenz sprachen sich in Gutachten, um die sie von vielen evangelischen Fürsten und Stadträten oft gebeten wurden, meist für die Ausweisung renitenter Täufer aus. So wird z. B. in der Visitationsordnung des Herzogtums Württemberg von 1557 ausdrücklich nicht auf das zwischenzeitlich mehrfach erneuerte kaiserliche Wiedertäufermandat verwiesen. „Wiedertäufer“ werden dort in zwei Gruppen geteilt („ufrürisch oder nit“), von denen nur die Erstere des Landes verwiesen werden soll, während die Angehörigen der zweiten Gruppe unter der Zusage absoluter Zurückhaltung sogar geduldet wurden.

### Ausmaß der Verfolgung

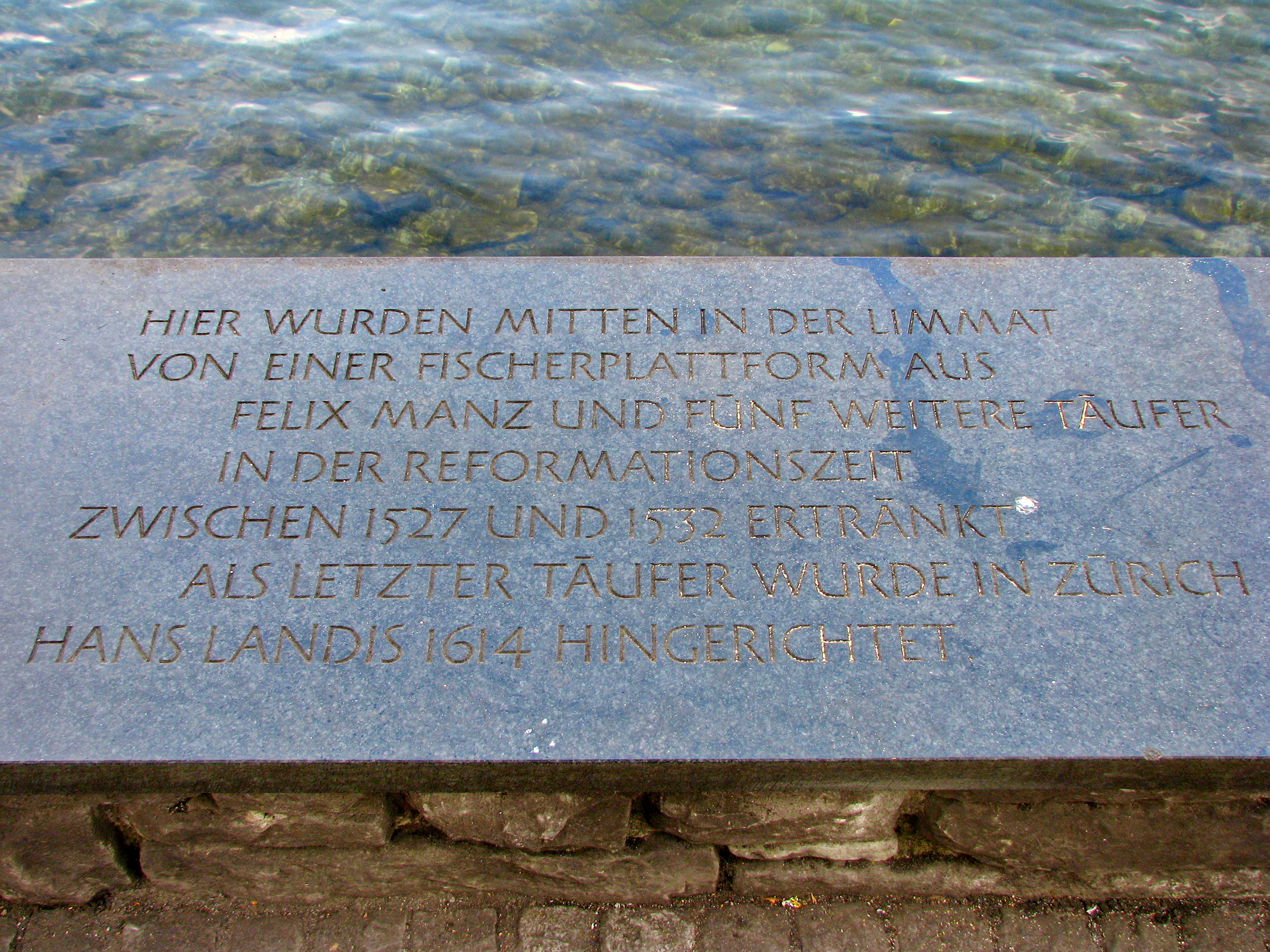
Gedenktafel für Felix Manz und andere Zürcher Täufermärtyrer

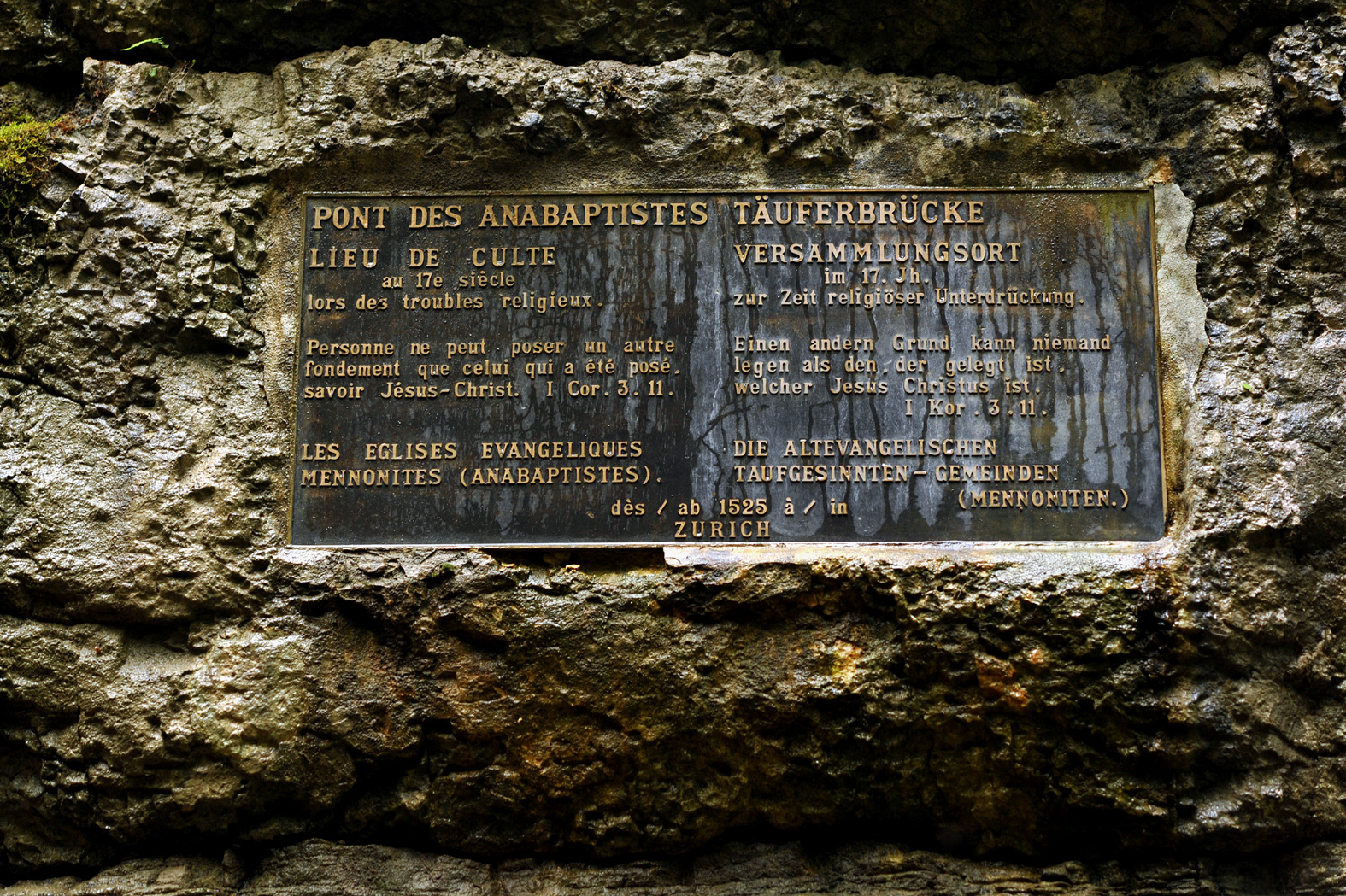
Gedenktafel an der Täuferbrücke

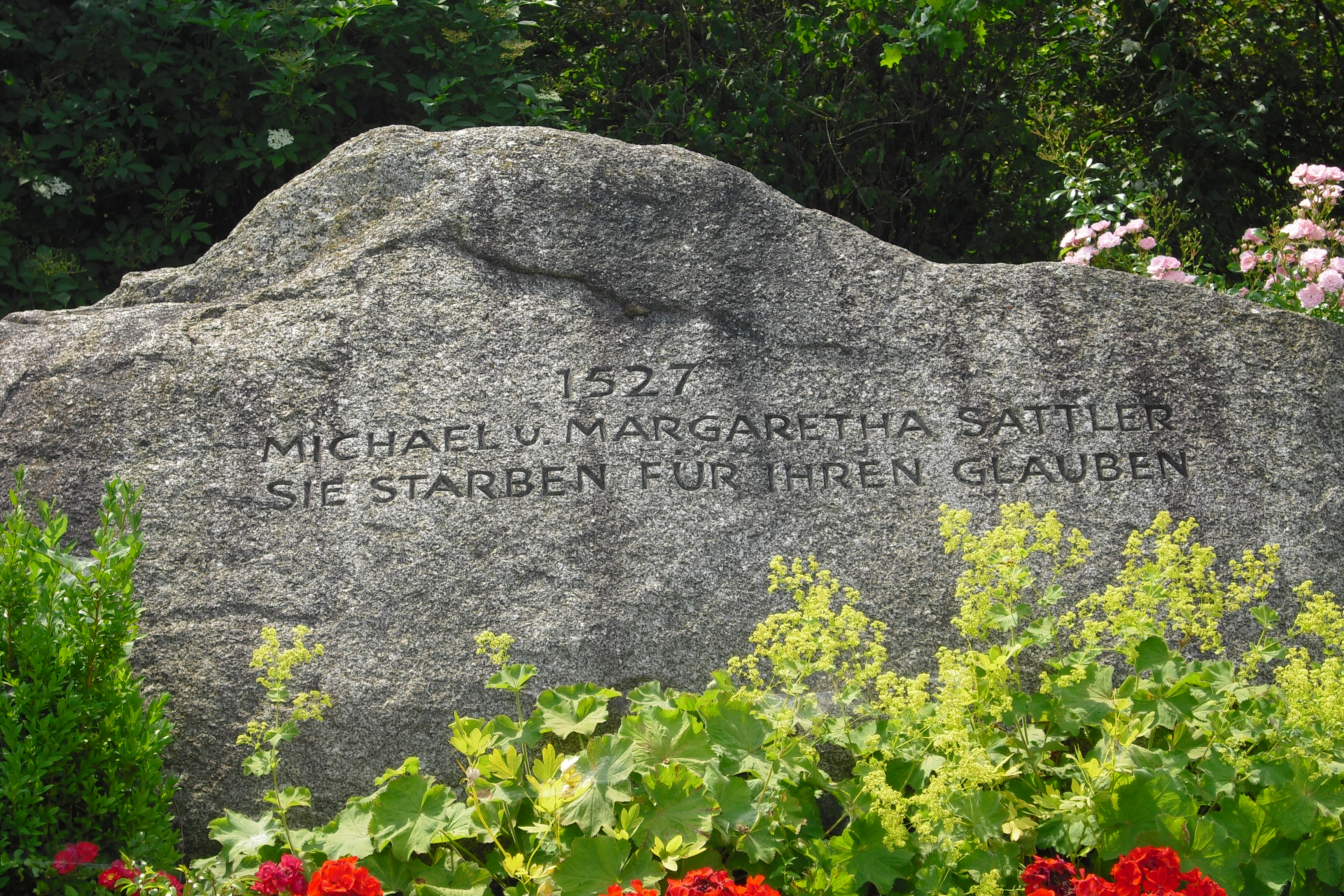
Gedenkstein für das hingerichtete Täuferehepaar Sattler in Rottenburg am Neckar

Titelseite der Taufschrift Balthasar Hubmaiers

Etwa 1000 namentlich erfasste Täufer ließen im 16. und 17. Jahrhundert aufgrund ihrer Glaubensüberzeugungen ihr Leben. Davon finden sich etwa 800 Namen allein im mennonitischen Märtyrerspiegel. Das Geschichtbuch der Hutterischen Brüder beschreibt auf rund 670 Seiten viele Einzelschicksale täuferischer Märtyrer. Die Täuferforschung geht davon aus, dass die dokumentierte Opferzahl mindestens verdoppelt werden muss. Aber auch damit ist das ganze Ausmaß der Verfolgungen nicht beschrieben. Täufer wurden ihres Besitzes beraubt, außer Landes verwiesen und in die Sklaverei verkauft. An den Verfolgungen waren neben den staatlichen Behörden die römisch-katholische Kirche, die lutherische und die reformierte Geistlichkeit beteiligt. Besonders lang anhaltend war die Verfolgung der Schweizer Täufer. Die reformierten Städte Zürich und Bern wendeten noch im 17. Jahrhundert die in den meisten Fällen mit dem Tod endende Galeerenstrafe an. Die Stadt Bern richtete im Jahr 1699 eine besondere Täuferkammer ein, die die Verfolgungen koordinieren und die Güter der geflohenen oder vertriebenen Täufer verwalten sollte (siehe hierzu den Hauptartikel Geschichte des bernischen Täufertums). Um die schweizerischen Täufer auffinden und festsetzen zu können, waren besondere Täuferjäger aktiv. Bereits im Jahr 1709 sollen infolge der Berner Rats mit Hilfe der Täuferkammer etwa 500 Personen aus der Schweiz vertrieben worden sein.  Nahezu 25  Prozent der Hinrichtungen in protestantischen Territorien des Reiches fanden in Kursachsen statt. Hier hatte sich bereits 1531 Philipp Melanchthon in einem Gutachten für die Todesstrafe für aufrührerische Täufer ausgesprochen. Auch in den Niederlanden wurden viele Täufer auf dem Scheiterhaufen verbrannt.
Im Erzbistum Salzburg wurde am 23. April 1523 bekannt, dass sich in Salzburg neben den Anhängern Luthers auch Wiedertäufer befänden. Es wurde vermutet, dass ihr Gründer Hans Hut sei. Man spürte eine Versammlung von 32 Täufern auf. Von ihnen wurden drei verbrannt, fünf durch das Schwert hingerichtet, eine Frau und ein sechzehnjähriges Mädchen ertränkt. Vier Tage später wurden wieder vier Täufer zum Scheiterhaufen geführt, vier Widerrufende enthauptet und fünf mitsamt dem Versammlungshaus verbrannt, darunter ein Geistlicher. Die überlebenden Täufer gingen nach Tirol. Im Weinviertel wurden 1538 in den Verliesen der Burg Falkenstein zahlreiche, aus Mähren vertriebene Täufer inhaftiert. Die Frauen und Kinder wurden bald wieder freigelassen, während die Männer in Triest auf habsburgische Galeeren kamen.
Der Täuferforscher Wolfgang Krauß spricht im Blick auf das Ausmaß des Martyriums, das die Täufer durchlitten haben, von einem „Ekklesiozid“.
In manchen Territorien fanden die antitäuferischen Gesetze keine durchgehend strikte Anwendung. Man verwies die Angehörigen der Täufergemeinden, die zu einem Widerruf nicht bereit waren, des Landes oder sprach eine Duldung aus, sofern sich die Täufer in aller Stille versammelten und auf missionarische Aktivitäten verzichteten. Unter dem hessischen Landgraf Philipp I., einem Lutheraner, kam die Todesstrafe trotz Androhungen nicht zur Anwendung.
Anlässlich des Täuferjahres 2007 baten Vertreter der Reformierten Kirche der Schweiz die Nachfahren der Täuferbewegung um Vergebung. Bei einem Bußgottesdienst in Stuttgart (Juli 2010) legte auch der Lutherische Weltbund gegenüber Vertretern der reformatorischen Täuferbewegung ein umfassendes Schuldbekenntnis ab.

## Die verschiedenen Richtungen der Täuferbewegung

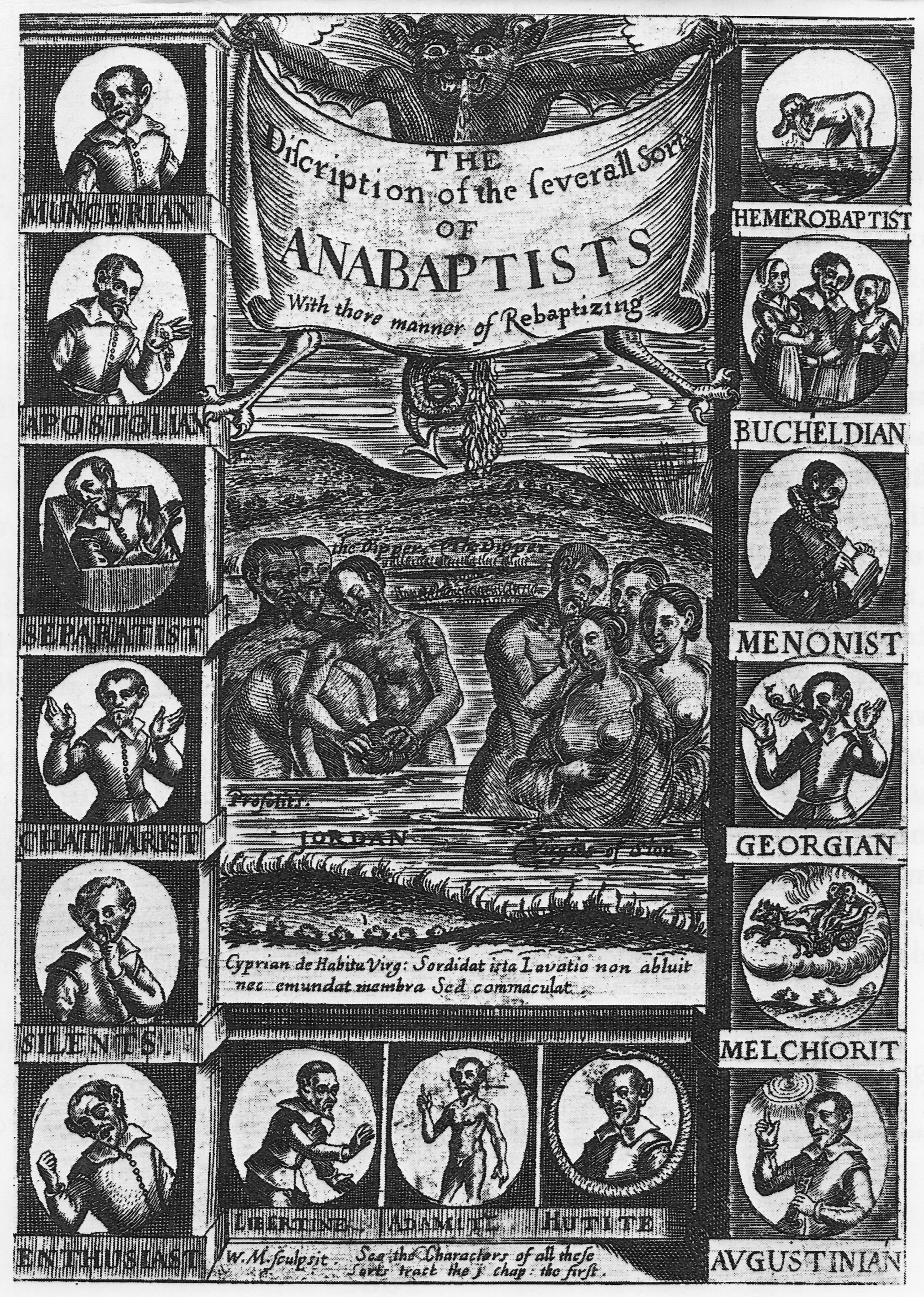
Titelblatt einer polemischen Schrift gegen die Täufer: Verschiedene Richtungen der Anabaptisten (1644)

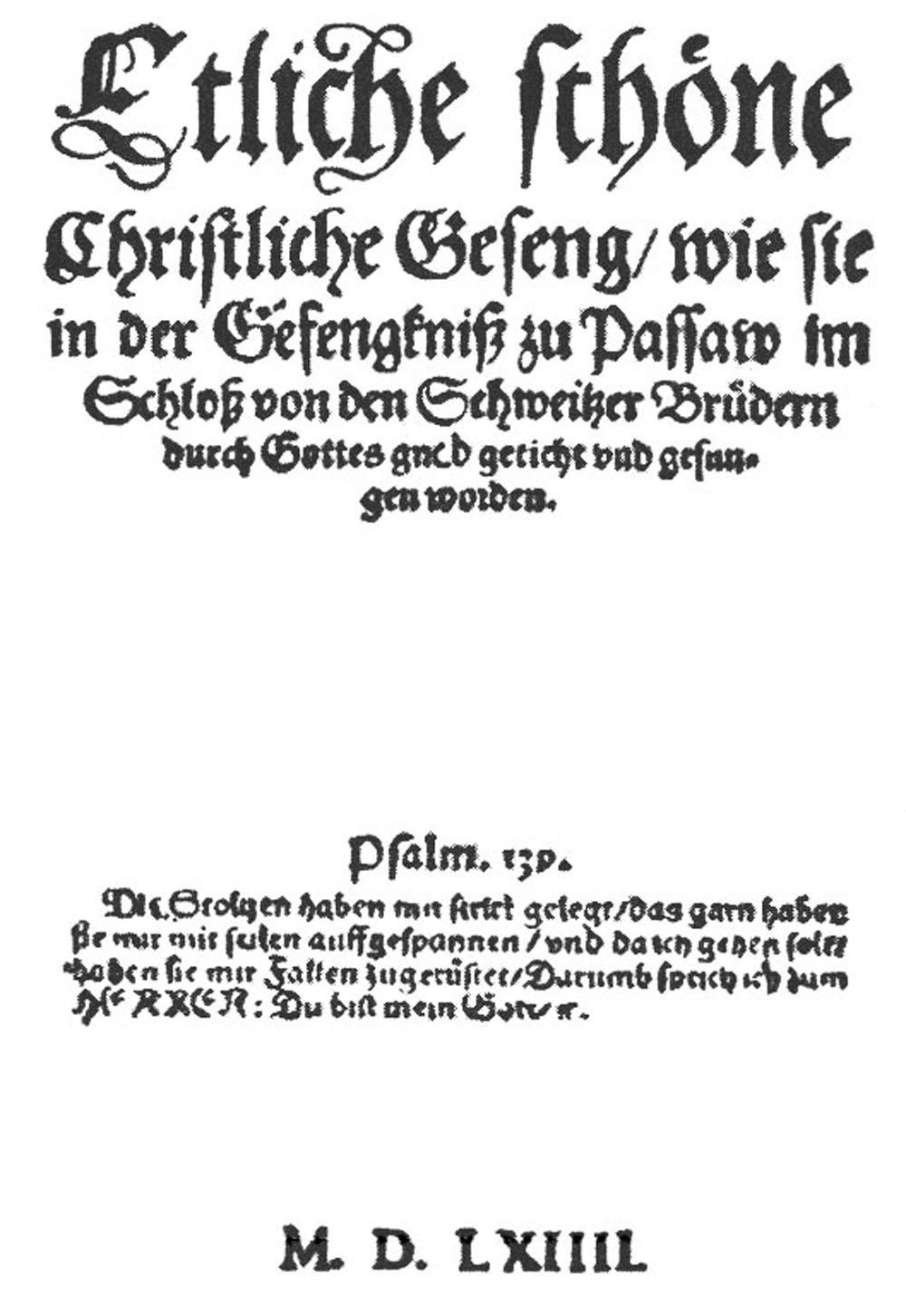
Ausbund – Gesangbuch der Schweizer Täufer (16. Jahrhundert)

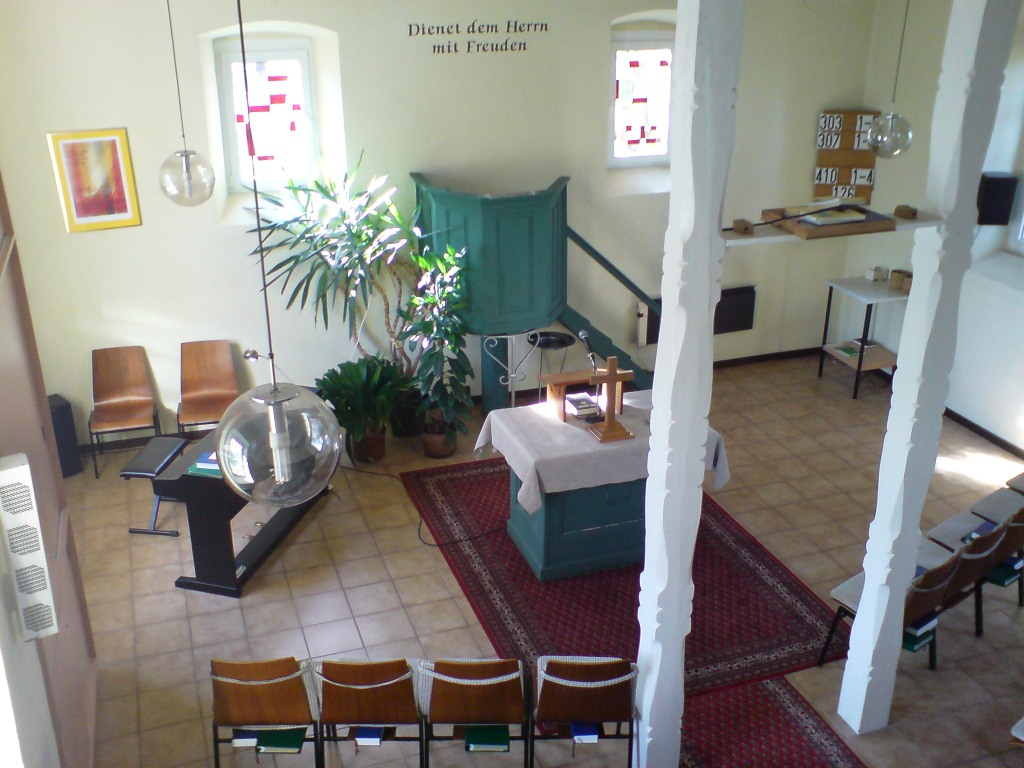
Innenraum der Mennonitenkirche auf dem Kühbörncheshof bei Kaiserslautern mit zentral angeordneter Kanzel

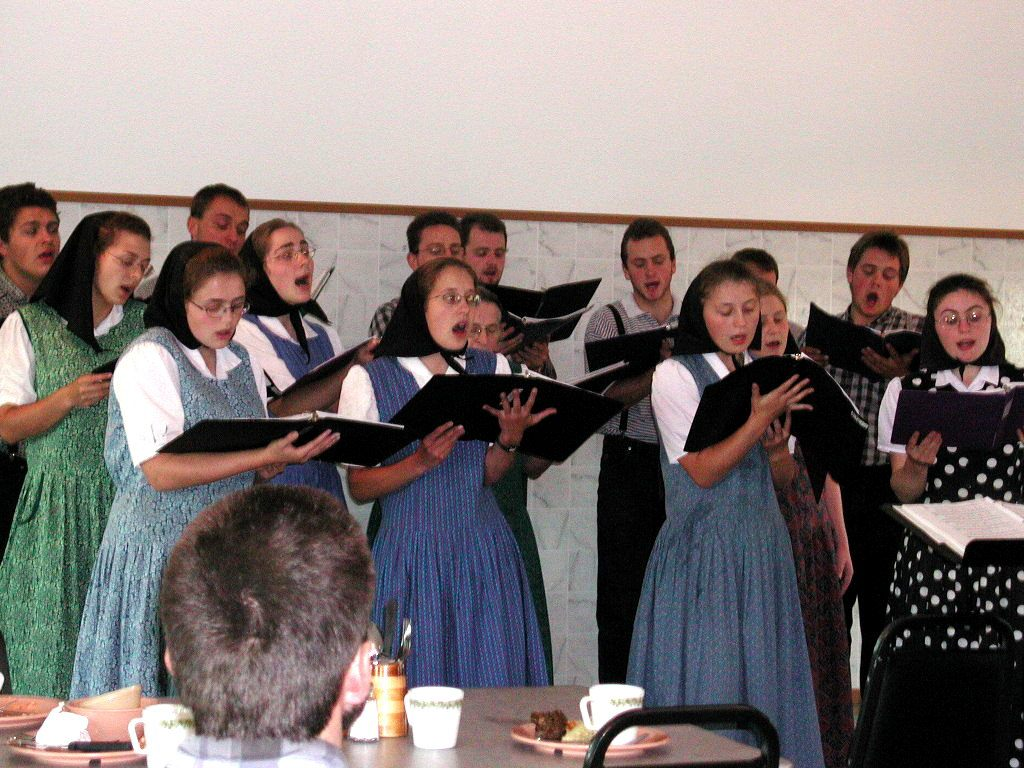
Hutterischer Chor

In der neueren Kirchengeschichtsforschung wird das Täufertum häufig als linker Flügel der Reformation oder auch als die radikale Reformationsbewegung bezeichnet. Hinter diesen Bezeichnungen verbirgt sich der Versuch, einer aus unterschiedlichen Richtungen bestehenden Bewegung einen gemeinsamen Namen zu geben. Dass sie einen gemeinsamen Namen „verdient“, wird einerseits deutlich, wenn man auf die starke innere Vernetzung der verschiedenen Täufergemeinschaften schaut. Eine gemeinsame Bezeichnung gebührt ihnen andererseits auch deshalb, weil sie neben der strikten Ablehnung der Säuglingstaufe auch in weiteren Anschauungen wesentlich übereinstimmten. Dazu gehörten die Bereitschaft zur radikalen Jesus-Nachfolge, die beabsichtigte Wiederherstellung der Kirche als bruderschaftliche Gemeinschaft der Gläubigen ohne Herausbildung eines besonderen Klerikerstandes, die Ablehnung des Eides, die Auffassung des Abendmahls als Gedächtnismahl und die Forderung der Trennung von Staat und Kirche. Neben den gemeinsamen Anschauungen entwickelten sich in verschiedenen Täuferkreisen unterschiedliche Anschauungen im Bereich der Lehre und der Ethik. Wohl gab es eine Reihe von Versuchen, zwischen den unterschiedlichen Lagern Brücken zu schlagen; auch fehlte es nicht an Zusammenkünften, Schriften, Konvergenzerklärungen und führenden Persönlichkeiten, denen das Mühen um Einheit abzuspüren ist. Sie konnten jedoch den zentrifugalen Kräften innerhalb der Täuferbewegung nur wenig entgegensetzen. Hinzu kamen die Verfolgungen und die damit verbundenen Migrationen, die den geordneten Aufbau eines täuferischen Gemeindenetzwerkes blockierten. Ein der Ortsgemeinde übergeordnetes Amt und die Errichtung einer Kirchenhierarchie lehnten die Täufer ohnehin aus prinzipiellen Gründen ab.

Erste Differenzierungen zwischen den verschiedenen Strömungen des Täufertums erfolgten bereits in der Reformationszeit. So hieß es zum Beispiel in einem umfangreichen Fragenkatalog, der im Herzogtum Württemberg ab 1536 als Hilfsmittel bei Täuferverhören diente, unter anderem:

„Item wölcher sect der widertouffer [er] seye, ob er denen zu munster oder denen In meren oder andern anhange?“

 Man unterschied zum Beispiel zwischen Melchioriten (nach Melchior Hofmann), Hutterern (nach Jakob Hutter), Huterischen oder Huteriten (nach Hans Hut), Bilgramiten (nach Pilgram Marbeck) und Men(n)isten oder Mennoniten (nach Menno Simons). Auch die Einteilung in Stäbler und Schwertler war schon früh geläufig. Die Täufer selbst grenzten sich ebenfalls gegeneinander ab. So schrieb Balthasar Hubmaier, dass die von ihm vertretene Tauflehre von den Hut’schen Auffassungen unterscheide „wie Himmel und Erde, Ost und West, Christus und Belial“. In der heutigen Täuferforschung geht man allgemein von vier oder fünf Hauptströmungen aus.

### Schweizer Brüder
Die Schweizer Brüder leiteten sich in direkter Linie von der ersten Zürcher Täufergemeinde her, breiteten sich in der Schweiz, am Oberrhein, im Kraichgau sowie in der Kurpfalz aus und vertraten besonders den Gedanken der „Absonderung von der Welt“. Von den Täufern bzw. Mennoniten in der Schweiz und im Elsass spalteten sich 1693 die Amischen ab. Die heute noch in der Schweiz bestehenden Gemeinden sind in der Konferenz der Mennoniten der Schweiz (Alttäufer) zusammengeschlossen. Viele Mennonitengemeinden außerhalb der Schweiz, etwa in (Süd)-Deutschland, den USA und Kanada, entstanden durch Auswanderung von Schweizer Mennoniten.

### Süd- und mitteldeutsche Täufer
Die Süddeutschen Täufer bildeten in Schwaben, Bayern, Franken und Österreich ihre Gemeinden und waren eine stark missionierende Täufergruppe. Ihre Theologie war eschatologisch und zum Teil auch spiritualistisch geprägt. Vom fränkischen Königsberg breitete sich die Bewegung auch in die mitteldeutschen Regionen wie Hessen und Thüringen bis in den Harz aus. Eine bedeutende Sondergruppe innerhalb der süddeutschen Täuferbewegung bildeten die Gemeinden des nach Pilgram Marbeck benannten Marbeck-Kreises. Während des Dreißigjährigen Krieges wurden die süddeutschen Täufergemeinden größtenteils ausgelöscht.

### Mährische Täufer
Bereits früh emigrierten viele Täufer nach Mähren. Ein erstes Zentrum der täuferischen Bewegung wurde hier die Stadt Nikolsburg, wo es 1526 zu Auseinandersetzungen über die Legitimität von Verteidigung kam, woraufhin sich die frühen mährischen Täufer in die Gruppen der Schwertler und der pazifistischen Stäbler trennten. Aus letzterer Gruppe entstand 1528 in Austerlitz die erste kommunitäre Täufergemeinde. Ein Teil der Austerlitzer Gemeinde wanderte kurze Zeit später nach Auspitz ab und wurde zur Keimzelle der nach Jakob Hutter benannten Hutterer. Neben den Hutterern gab es in Mähren im 16. Jahrhundert noch weitere kleinere Täufergruppen wie die Gabrieler, die Philipper, die sabbathaltenden Sabbater und die dem späteren Marbeck-Kreis zuzurechnenden Austerlitzer Brüder.
Die dominierende Richtung unter den mährischen Täufern bildeten bald die Hutterer, die vor allem aus Südtirol nach Mähren geflohenen Täufern bestanden.
Bis zum Beginn des Dreißigjährigen Krieges blühte das hutterische Gemeindeleben und es konnten zahlreiche neue Bruderhöfe gegründet werden. Hutterische Missionare warben bis in die Schweiz für das hutterische Gemeindemodell. Bedeutende Vertreter wie Peter Rideman und Kaspar Braitmichel festigten die Gemeinschaft nach innen. Mit dem Dreißigjährigen Krieg begann jedoch eine erneute Verfolgungszeit, die die Hutterer in mehreren Jahrhunderten über die Slowakei, Siebenbürgen und Russland bis nach Nordamerika führte, wo die Hutterer heute in über 450 Kolonien leben. Bis heute ist die hutterische Glaubenspraxis durch Gütergemeinschaft, Gewaltlosigkeit, den Gedanken von der „Absonderung von der Welt“ und eine enge Ethik gekennzeichnet.

### Norddeutsch-niederländische Täufer
Die niederdeutschen Täufer, auch Melchioriten genannt, gehen vor allem auf die Wirksamkeit des ehemaligen lutherischen Sendboten und späteren täuferischen Chiliasten Melchior Hofmann zurück. Zentrum seiner Mission war die ostfriesische Stadt Emden, in deren Großen Kirche er Anfang Juni 1530 rund 300 Personen taufte. Aus seinem Wirken gingen Täufergruppen wie die münsterschen Täufer, die Davidjoristen und die Mennoniten hervor.

#### Münstersche Täufer
Eine Sonderrolle innerhalb der Täuferbewegung spielten die münsterschen Täufer, als deren indirekter theologischer Wegbereiter Melchior Hofmann gilt. Die apokalyptisch-chiliastische Botschaft seiner Schriften fiel bei einem Teil der Täufer auf fruchtbaren Boden. Nachdem das von Hofmann für 1533 verkündete Weltende nicht eingetreten war, predigte Jan Matthys den Gebrauch des Schwerts gegen die gottlose Obrigkeit. Unter „Täuferkönig“ Jan van Leiden  entartete das Täuferreich von Münster so sehr, dass katholische wie protestantische Fürsten es durch eine grausame Stadtbelagerung vernichteten. Nach dem Niedergang des Täuferreichs gingen die überlebenden münsterschen Täufer in anderen Täufergruppen auf oder kehrten in die evangelische Kirche zurück. Nur eine Minderheit unter Jan van Batenburg versuchte noch für kurze Zeit unter Anwendung von Gewalt, den Jüngsten Tag durch Ausrottung der Gottlosen herbeizuführen.

#### Mennoniten
Die nach dem Theologen Menno Simons benannten Mennoniten entwickelten sich aus der ursprünglich von Melchior Hofmann ins Leben gerufenen niederländisch-norddeutschen Täuferbewegung. Während die Melchioriten ursprünglich von apokalyptischer Naherwartung geprägt waren und ihre Gemeinden unter prophetischen Führern hierarchisch gegliedert waren, distanzierte sich nach 1535 ein Teil der Bewegung ausdrücklich von den münsterschen Täufern und knüpften bewusst an die Tradition der gewaltfreien Täufer („Stäbler“) an.
Kennzeichnend für die frühen Mennoniten war unter anderem ihr strikter Pazifismus und die Verweigerung des Eides. Sie waren in den ersten Jahren ihres Bestehens vor allem in den Niederlanden (samt Flandern), in Ostfriesland und am Niederrhein verbreitet. Später übersiedelten viele in den Danziger Raum. Zum Teil entstanden auch städtische Gemeinden wie in Altona und in Friedrichstadt.
Etwa von 1789 bis 1860 emigrierte schließlich ein erheblicher Teil der Mennoniten aus dem Danziger Raum und dem Weichseldelta in die Ukraine, die damals Teil des Russischen Kaiserreichs war und begründeten dort die Gruppe der (Plautdietsch sprechenden) Russlandmennoniten. Später übersiedelten Mennoniten auch in andere Teile Russlands. In den Jahren nach 1874 wanderte von dort der konservativere Teil, etwa ein Drittel, in die USA und nach Kanada aus. Nach der Oktoberrevolution 1917 und vor allem in den 1920er Jahren folgten weitere Auswanderungsschübe nach Kanada. Zum Ende des Zweiten Weltkrieges mit dem Rückzug der deutschen Armee übersiedelten weitere Russlandmennoniten nach Westeuropa und von dort meist weiter nach Nord- und Südamerika.
In den 1920er Jahren emigrierten Teile konservativerer Russlandmennoniten in Kanada nach Mexiko, nach Paraguay und später in weitere lateinamerikanische Länder. Der größte Teil der Mennoniten niederländisch-norddeutscher Abstammung (über 250.000 Menschen) lebt heute in Lateinamerika.
Aufgrund von Missionsprojekten vor allem liberalerer nordamerikanischer Mennoniten bestehen heute auch in Asien und insbesondere in Afrika große mennonitische Gemeinden. Von den besiedelten Kontinenten beherbergte Afrika im Jahre 2015 die meisten Täufer, nämlich (736.801), gefolgt von Nordamerika (682.559), Asien (430.9793), Mittel- und Südamerika (199.912), Europa (64.610) und Australien (334). Die Zahlen beziehen sich auf getaufte Mitglieder. Kinder und Jugendliche sowie junge Erwachsene, die sich noch nicht zur Taufe entschieden haben, werden dabei nicht mitgezählt.
Die Mehrzahl der im süddeutschen Raum sowie im Elsass eingesessenen Mennonitengemeinden geht auf die aus der Schweiz vertriebenen Täufer zurück. Seit den 1990er Jahren sind viele Menschen russland-mennonitischer Herkunft mit den russlanddeutschen Umsiedlern nach Deutschland gekommen. Die meisten von ihnen schlossen sich jedoch nicht bestehenden Mennonitengemeinden an, sondern gründeten eigene Mennonitengemeinden oder Gemeinden der Evangeliumschristen-Baptisten oder schlossen sich den unterschiedlichsten Freikirchen an, so dass man heute in fast jeder größeren Freikirche in Deutschland Christen russland-mennonitischer Herkunft findet. Neben Russlandmennoniten aus der ehemaligen Sowjetunion gibt es einige wenige Tausend nach 1945 aus Westpreußen vertriebener Mennoniten, die ursprünglich den gleichen Dialekt sprechen wie die Russlandmennoniten, sowie in geringerer Zahl russland-mennonitische Rückwanderer aus Lateinamerika.
Eine weitere pazifistische Täufergruppe, die noch im 17. Jahrhundert in Norddeutschland existierte, waren die David-Joristen.

### Tabellarischer Überblick
Die folgende Tabelle gibt einen groben Überblick über die führenden Persönlichkeiten und die lehrmäßigen Schwerpunkte der oben genannten Täufergruppen. Sie orientiert sich an einer von Dieter Götz Lichdi besorgten Übersicht und zieht als Ergänzung eine Linie zwischen den historischen Täufergruppen zu den heutigen täuferischen Gemeinschaften. Es ist zu beachten, dass heute zudem eine Vielzahl täuferischer Gemeinschaften ohne direkte Genealogie zu den historischen Täufergruppen der Reformationszeit besteht (wie bei vielen mennonitischen Kirchen in Afrika und Asien).
| Täufergruppe                   | Führende Persönlichkeiten                                                  | Lehrmäßige Schwerpunkte                                                                                 | Bezug zu folgenden Reformatoren                                    | Heutige Zuordnung |
| ------------------------------ | -------------------------------------------------------------------------- | --- | ------------------------------------------------------------------ | --- |
| Schweizer Brüder               | Konrad Grebel, Felix Manz, Jörg Blaurock, Michael Sattler, Wilhelm Reublin | Biblizismus, Humanismus, Askese, Reformation als Wiederherstellung der neutestamentlichen Urgemeinde    | Huldrych Zwingli, Erasmus von Rotterdam, Waldenser (?)             | Mennoniten / Alttäufer in der Schweiz, Süddeutschland und Frankreich sowie in Amerika (zum Teil als Amische und Mennoniten alter Ordnung)             |
| Süd- und mitteldeutsche Täufer | Hans Denck, Hans Hut, Pilgram Marbeck, Balthasar Hubmaier                  | Apokalyptik, Spiritualismus, evangelischer Radikalismus, Antiklerikalismus, Heiligung                   | Thomas Müntzer, Huldrych Zwingli, Andreas Bodenstein von Karlstadt | zum Teil Mennoniten, zum größten Teil aber während des Dreißigjährigen Krieges ausgelöscht                                                            |
| Hutterer / Mährische Täufer    | Jakob Hutter, Peter Riedemann, Peter Walpot                                | Biblizismus, Reformation als Wiederherstellung der neutestamentlichen Urgemeinde, Gütergemeinschaft     | Huldrych Zwingli, Erasmus von Rotterdam (?)                        | Hutterer in Nordamerika |
| Niederdeutsche Täufer          | Melchior Hofmann, Jan Matthijs, Obbe Philips, Dirk Philips, Menno Simons   | Spiritualismus, Apokalyptik, die „reine“ Gemeinde, Ältestenoligarchie, christologischer Monophysitismus | Andreas Bodenstein von Karlstadt, Martin Luther                    | Mennoniten / Taufgesinnte / Mennonitische Brüdergemeinden in den Niederlanden, Norddeutschland und Nord-, Mittel- und Südamerika (Russlandmennoniten) |

### Weitere Differenzierungen
Die Einteilung der Täuferbewegung in vier oder fünf Richtungen kann im Blick auf die Vielfalt der in ihnen wirksamen Überzeugungen und Kräfte nur unscharf sein. So schlug Heinold Fast im Anschluss an den Religionsgeschichtler Ernst Troeltsch und den Täuferforscher John Howard Yoder ein weiteres Schema zur Unterscheidung der verschiedenen Bewegungen innerhalb des „linken Flügels der Reformation“ vor. Dieses Schema, das sich vor allem an führenden Persönlichkeiten sowohl der Täufer als auch der weiter gefassten Radikalen Reformation orientiert, unterscheidet Täufer, Spiritualisten, Schwärmer und Antitrinitarier.
Die Gruppe der eigentlichen Täufer ist danach mit folgenden Namen (in alphabetischer Reihenfolge) verbunden:
Kaspar Braitmichel, Konrad Grebel, Balthasar Hubmaier, Hans Hut, Anneken Jans, Felix Manz, Pilgram Marbeck, Dirk Philips, Michael Sattler, Leupold Scharnschlager, Leonhard Schiemer, Menno Simons und Ulrich Stadler
Die Spiritualisten werden durch folgende Namen repräsentiert:
Hans Denck, Sebastian Franck und Kaspar Schwenckfeld.
Als Schwärmer werden geführt:
Melchior Hofmann, Andreas Karlstadt, Thomas Müntzer, (Obbe Philips) und Bernhard Rothmann.
Für die Antitrinitarier innerhalb der radikalen Reformation stehen:
Sebastian Castellio, Bernardino Ochino, Michael Servet und Lelio Sozzini.

## Gegenwart
Für ausführlichere Informationen zu den gegenwärtigen täuferischen Denominationen siehe: Mennoniten, Hutterer und Amische
Nach Angaben der Mennonitischen Weltkonferenz gab es im Jahr 2009 weltweit etwa 1,6 Mio. Täufer. Die Zahl umfasst Mennoniten mitsamt den Brethren in Christ und verwandte Kirchengemeinschaften.
Die Täufer in Europa machten 2009 nur noch einen Anteil von etwa vier Prozent der weltweiten täuferischen Gemeinschaft aus. Größere mennonitische Gemeindeverbände bestehen hier unter anderem in Deutschland, der Schweiz, Frankreich und den Niederlanden.
Es gibt heute knapp 300.000 Amische, dazu kommen etwa 60.000 bis 80.000 Mennoniten alter Ordnung, die ähnlich wie die Amischen leben. Die Zahl der Hutterer wird mit 40.000 bis 50.000 Personen angegeben. Sowohl Amische als auch Hutterer leben heute nahezu ausschließlich in Nordamerika. In Nord-, Mittel- und Südamerika gibt es etwa 300.000 Russlandmennoniten, die teilweise heute noch sehr traditionell leben, ähnlich den Amischen und Mennoniten alter Ordnung. In Nordamerika werden zum Teil auch die Bruderhöfer, die radikalpietistisch-täuferischen Schwarzenau-Brüder sowie die Anhänger Samuel Heinrich Fröhlichs zu den Täufern gerechnet.
Insgesamt gibt es heute etwa 700.000 traditionelle Täufer, die an der deutschen Sprache in Form ihrer jeweiligen Dialekte (Pennsylvania-Deutsch, Plautdietsch, Hutterer-Deutsch, Berndeutsch, niederalemannisches Elsässisch) festhalten. Dazu wird Hochdeutsch für die Bibel und im Gottesdienst verwendet. Die Zahl dieser traditionellen Täufer steigt relativ schnell an, da bis heute sehr große Familien die Regel sind.
Im Juli 2010 formulierte die Vollversammlung des Lutherischen Weltbundes ein Schuldbekenntnis gegenüber den Täufern und bat mennonitische Christen um Vergebung für die brutale Verfolgung im 16. und 17. Jahrhundert. Dennoch werden lutherische Pastoren bis heute auf das von Philipp Melanchthon verfasste Augsburger Bekenntnis, in dem die Täufer unter anderem für ihre Gewaltfreiheit verdammt werden (Artikel 16 nennt ausdrücklich die Verwerfung und Verdammung der pazifistischen Täufer), ordiniert.

## Film
- Kommune der Seligen im Lexikon des internationalen Films (BRD 2005), Regie: Klaus Stanjek
- Im Leben und über das Leben hinaus (Schweiz 2005), Regie: Peter von Gunten
- Henker (Österreich 2005), Regie: Simon Aebi
- The Radicals (USA 1990), Regie: Raul V. Carrera, Engl. mit Untertiteln, läuft ab und zu auf Bibel-TV
- Ursula (DDR/Schweiz 1978), Regie: Egon Günther
- König der letzten Tage (BRD 1993), Regie: Tom Toelle

### Studien
- Fritz Blanke: Brüder in Christo, Die Geschichte der ältesten Täufergemeinde (Zollikon 1525). Zürich 1955, Winterthur 2003, ISBN 3-89490-501-8.
- Claus-Peter Clasen: Die Wiedertäufer im Herzogtum Württemberg und in benachbarten Herrschaften. Stuttgart 1965.
- Claus-Peter Clasen: Anabaptism: a Social History, 1525–1618 Switzerland, Austria, Moravia, South and Central Germany. Ithaca 1972.
- Hans-Jürgen Goertz: Die Täufer. Geschichte und Deutung. München 1980, ISBN 3-406-07909-1.
- Samuel Henri Geiser: Die Taufgesinnten Gemeinden im Rahmen der allgemeinen Kirchengeschichte. Courgenay 1971.
- Barbara Kink: Die Täufer im Landgericht Landsberg 1527/28. St. Ottilien 1997, ISBN 3-88096-887-X.
- Franklin H. Littell: Das Selbstverständnis der Täufer. 1966.
- Marlies Mattern: Leben im Abseits, Frauen und Männer im Täufertum, 1525–1550, Eine Studie zur Alltagsgeschichte. Frankfurt am Main 1998, ISBN 3-631-33331-5.
- Werner O. Packull: Die Hutterer in Tirol. Frühes Täufertum in der Schweiz, Tirol und Mähren. Innsbruck 2000, ISBN 3-7030-0351-0.
- James M. Stayer: The German Peasants’ War and Anabaptists community of goods. Montreal 1991, ISBN 0-7735-1182-2.
- Andrea Strübind: Eifriger als Zwingli. Die frühe Täuferbewegung in der Schweiz. Berlin 2003, ISBN 3-428-10653-9.
- Riccarda Suitner, Venice and the Radical Reformation. Italian Anabaptism and Antitrinitarianism in European Context, Göttingen 2024.
- Frank-Michael Boeger: Die christenkommunistische Bewegung der Anabaptisten von den Anfängen 1525 in Zürich bis zur globalen ethisch-moralischen Bedeutung und Notwendigkeit in unserer Zeit. Königslutter 2004.
- Karl-Hermann Kauffmann: Michael Sattler – ein Märtyrer Jesu Christi der Täuferbewegung. Lebensgeschichte incl. der Schleitheimer Artikel Brosamen-Verlag Albstadt, 2010, ISBN 978-3-00-032755-1

Aufsätze und Sammelschriften
- Harold S. Bender: The Anabaptist Vision. In: Church History. 13/1 (1944), S. 3–24, und In: Mennonite Quarterly Review. April 1944, XVIII, S. 67–88. (online auf: mcusa-archives.org)
  - Deutsche Übersetzung: Das täuferische Leitbild. In: Guy F. Hershberger (Hrsg.): Das Täufertum. Erbe und Verpflichtung (= Die Kirchen der Welt. Reihe B. Band II), Stuttgart 1963, S. 31–54.
- Richard van Dülmen (Hrsg.): Das Täuferreich zu Münster 1534–1535 (Dokumente). München 1974, ISBN 3-423-04150-1.
- Heinold Fast (Hrsg.): Der linke Flügel der Reformation (= Klassiker des Protestantismus, Bd. 4), Bremen 1962.
- J. F. Gerhard Goeters: Die Vorgeschichte des Täufertums in Zürich. In: Luise Abramowski, J. F. Gerhard Goeters; Ernst Bizer (Hrsg.): Studien zur Geschichte und Theologie der Reformation. Neukirchen-Vluyn 1969, S. 239–281.
- Hans-Jürgen Goertz (Hrsg.): Umstrittenes Täufertum, 1525–1975. Neue Forschungen. Göttingen 1975, ISBN 3-525-55354-4.
- Hans-Jürgen Goertz (Hrsg.): Radikale Reformatoren. 21 biographische Skizzen von Thomas Müntzer bis Paracelsus. München 1978, ISBN 3-406-06783-2.
- Guy F. Hershberger (Hrsg.): Das Täufertum. Erbe und Verpflichtung (= Die Kirchen der Welt. Reihe B. Band II), Stuttgart 1963 (engl. The Recovery of the Anabaptist Vision. Scottdale 1957)
- Urs B. Leu, Christian Scheidegger (Hrsg.): Die Zürcher Täufer 1525–1700. Zürich 2007, ISBN 978-3-290-17426-2.
- Rosa Micus: Balthasar Hubmaier, die Juden und die Täufer. Zum Wirken Hubmaiers in Regensburg und in Waldshut. In: Verhandlungen des Historischen Vereins für Oberpfalz und Regensburg. Bd. 160, 2020, ISSN 0342-2518, S. 137–152.
- James M. Stayer, Werner O. Packull; Klaus Deppermann: From Monogenesis to Polygenesis. The historical discussion of Anabaptist origins. In: Mennonite Quarterly Review. 49 (1975), S. 83–121.

### Lexikoneinträge
- James M. Stayer: Täufer. In: Theologische Realenzyklopädie (TRE). Band 32, de Gruyter, Berlin / New York 2001, ISBN 3-11-016712-3, S. 597–617.
- Hans-Jürgen Goertz: Täuferische Gemeinschaften (17. bis 20. Jahrhundert). In: Theologische Realenzyklopädie (TRE). Band 32, de Gruyter, Berlin / New York 2001, ISBN 3-11-016712-3, S. 618–623.
- J. F. Gerhard Goeters: Wiedertäufer. In: Heinz Brunotte, Otto Weber (Hrsg.): Evangelisches Kirchenlexikon. Kirchlich-theologisches Handwörterbuch. Göttingen 1958, S./Sp. 1812–1815.
- Hanspeter Jecker: Täufer. In: Historisches Lexikon der Schweiz.
- Harold S. Bender, Robert Friedmann, Walter Klaassen: Anabaptism. In: Global Anabaptist Mennonite Encyclopedia Online

### Belletristik
- Luther Blissett, Ulrich Hartmann: Q. Roman. München 2002, ISBN 3-492-04218-X.
- Georg Brun: Die Augsburger Täufer. Historischer Kriminalroman. 2004, ISBN 3-7466-1425-2.
- Friedrich Dürrenmatt: Die Wiedertäufer. Eine Komödie in zwei Teilen. 1967 (zuletzt: Zürich 1998, ISBN 3-257-23050-8).
- Alfred Fankhauser: Die Brüder der Flamme. Zürich 1925 (zuletzt: Frankfurt am Main 1990, ISBN 3-518-40269-2).
- Gottfried Keller: Ursula. In: Ders.: Züricher Novellen. 1878 (zuletzt: Frankfurt am Main 2009, ISBN 978-3-618-68040-6, S. 654–717).
- Friedrich Reck-Malleczewen: Bockelson. Geschichte eines Massenwahns. Berlin 1937.
- Nicholas Salaman: Der Garten der Lüste. Ein Roman aus der Zeit der Wiedertäufer. Diogenes, Zürich 1995, ISBN 3-257-06073-4.
- Robert Schneider: Kristus. Roman. Berlin 2004, ISBN 3-351-03013-4.
- Rosemarie Schuder: Die Erleuchteten. Vom armen Lazarus zu Münster in Westfalen. Berlin 1968 (zuletzt: Rostock 2004, ISBN 3-89954-054-9).
- Katharina Zimmermann: Die Furgge. Roman. Bern 2001, ISBN 3-7296-0321-3.